# Museo Pio-Clementino
Museo Pio-Clementino – największy kompleks Muzeów Watykańskich, mieszczący się w Palazzetto del Belvedere.
Kolekcja obejmuje rzeźby greckie, rzymskie i klasyczne, a także dzieła związane ze światem funeralnym (sarkofagi, ołtarze itp.) oraz mozaiki.

## Historia
Początki papieskich zbiorów rzeźby klasycznej sięgają czasów papieża Juliusza II. Rzeźby znajdowały się wówczas na tzw. Dziedzińcu rzeźb (wł. Cortile delle Statue, obecnie Cortile Ottagono). Kolekcję wzbogacono w drugiej połowie XVIII wieku dzięki pracom wykopaliskowym prowadzonym w stolicy i na obszarze Lacjum. Rzeźby kupowano też od kolekcjonerów i u antykwariuszy. W dobie oświecenia utworzono muzeum publiczne, w którym zaczęto w sposób usystematyzowany gromadzić, chronić i prezentować starożytne dzieła sztuki. W czasach papieży Klemensa XIV i Piusa VI zaadaptowano nowe wnętrza w pałacach papieskich oraz dobudowano nowe obiekty wystawiennicze. Zbiory Museo Pio-Clementino gromadzone były w środku oraz w sąsiedztwie Palazzetto del Belvedere z epoki papieża Innocentego VIII. Część zabudowy neoklasycystycznej powstała według projektów takich architektów jak: Alessandro Dori, Michelangelo Simonetti, Giuseppe Camporese. Podczas prac adaptacyjnych uległy zniszczeniu niektóre freski Pinturicchia oraz kaplica dedykowana św. Janowi Chrzcicielowi, w której autorem fresków był Andrea Mantegna. W 1797 roku, w wyniku ustaleń traktatu z Tolentino (fr. paix de Tolentino), Państwo Kościele zmuszone zostało do przekazania głównych arcydzieł I Republice Francuskiej. Dzięki staraniom dyplomatycznym Antoniego Canovy po kongresie wiedeńskim w 1815 roku większość z nich została odzyskana.

## Kolekcja

### Vestibolo Quadrato
Wejście do Museo Pio-Clementino znajduje się od strony Museo Chiaramonti. Nad łukiem przejściowym do następnego pomieszczenia widnieje inskrypcja łac. Museum Clementinum, odnosząca się do osoby papieża Klemensa XIV, założyciela muzeum. Papież Juliusz III zaadaptował Vestibolo Quadrato jako nimfeum, freski wykonał Daniele da Volterra. Pomieszczenie straciło funkcję nimfeum za Klemensa XIV. W Vestibolo Quadrato znajduje się sarkofag Scypiona Barbatusa.

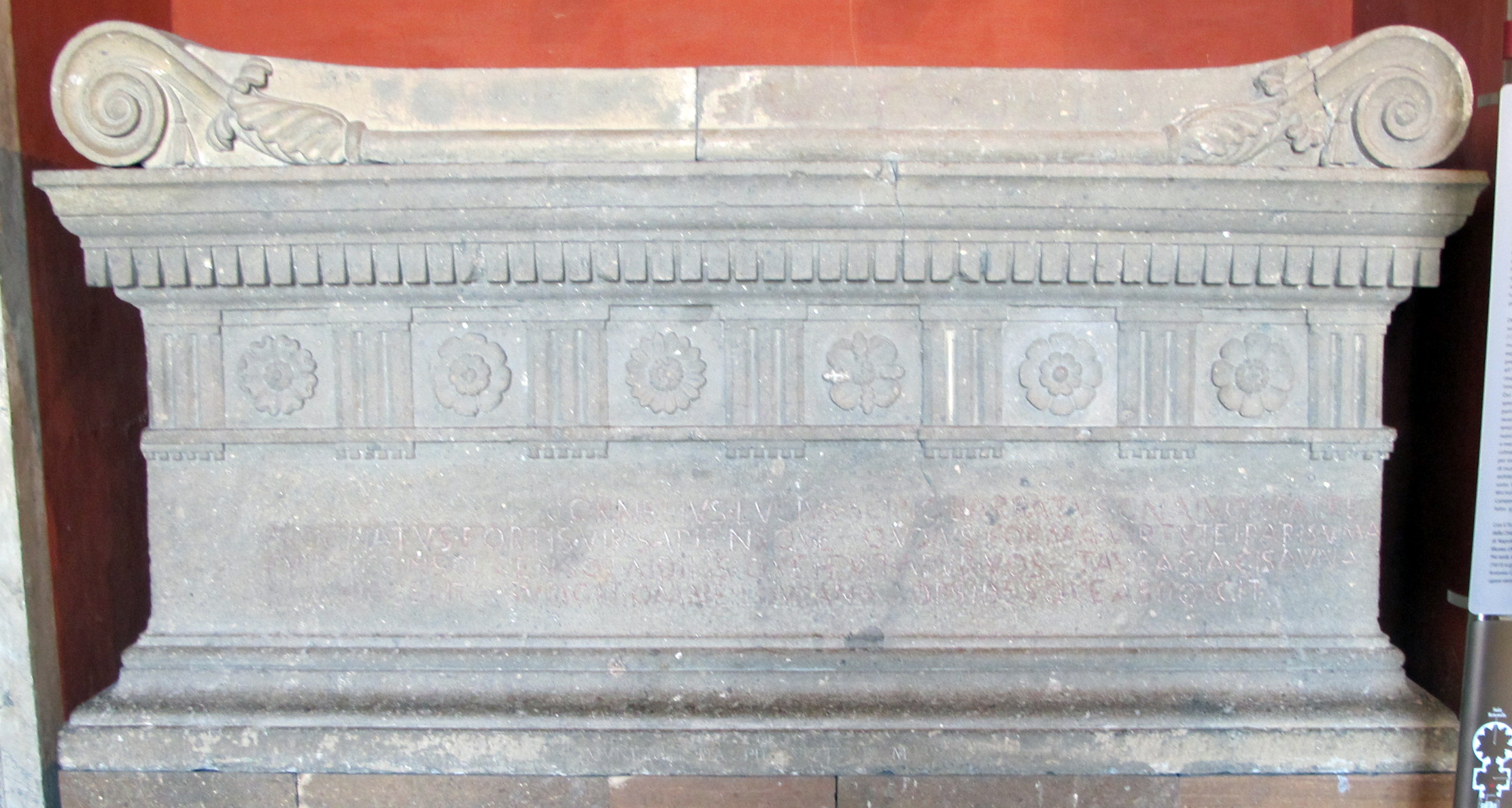
Sarkofag Scypiona Barbatusa
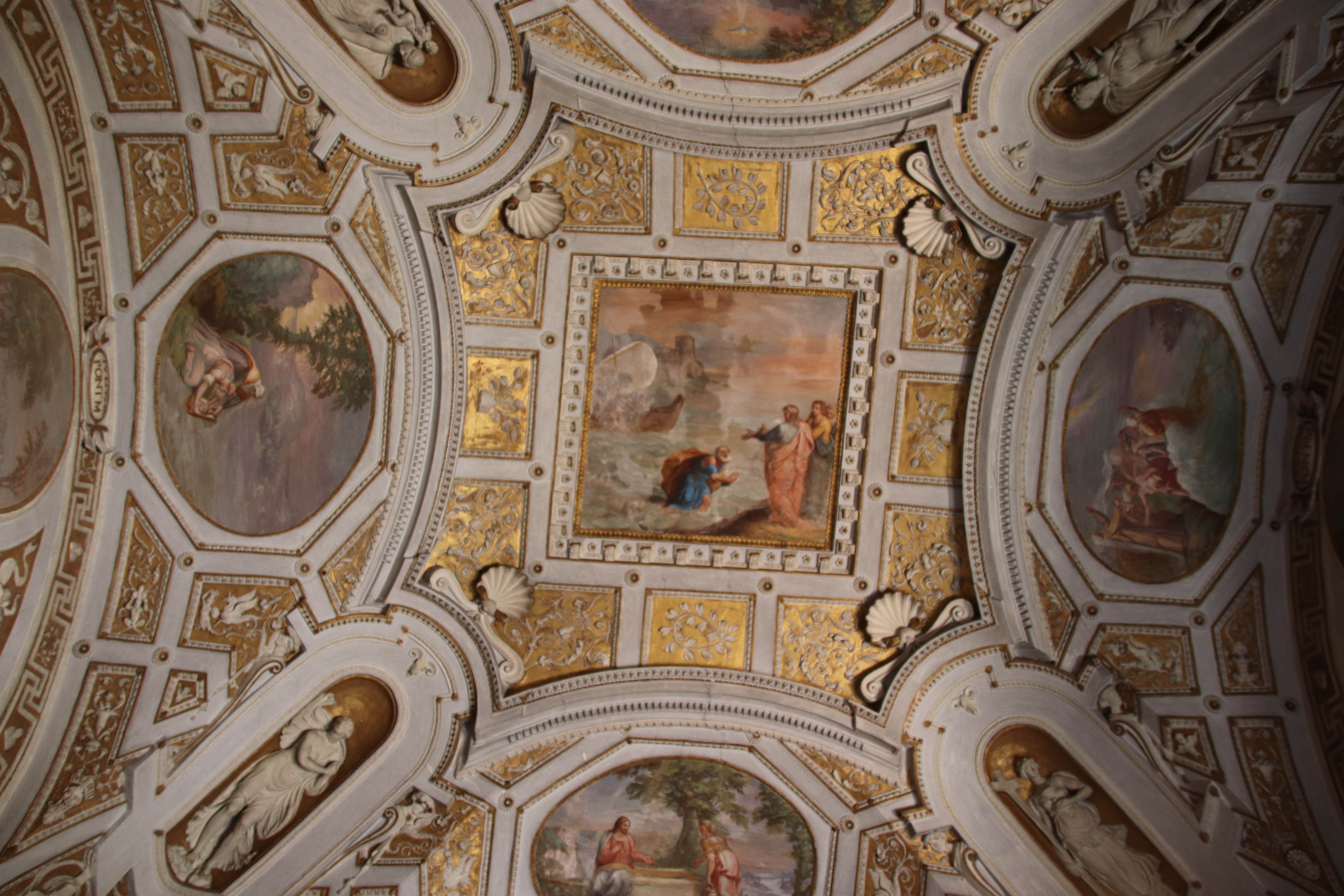
Dekoracje sklepienia

### Vestibolo Rotondo
Owalne pomieszczenie z centralnie umieszczonym basenem fontanny na stopie wykonanym z marmuru. Sklepienie kasetonowe przypominające rzymski Panteon. W zwieńczeniu malowidło autorstwa Cristoforo Unterpergera, przedstawiające alegorię Kościoła i Rzymu. W sali znajdują się cztery fragmenty antycznych statui. Z balkonu widoczna jest Fontana della Galera w Ogrodach Watykańskich.

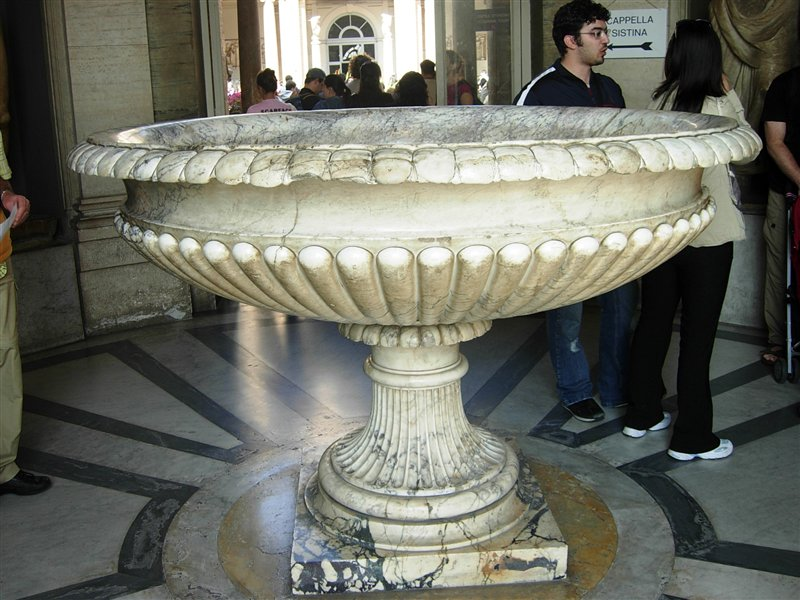
Basen fontanny
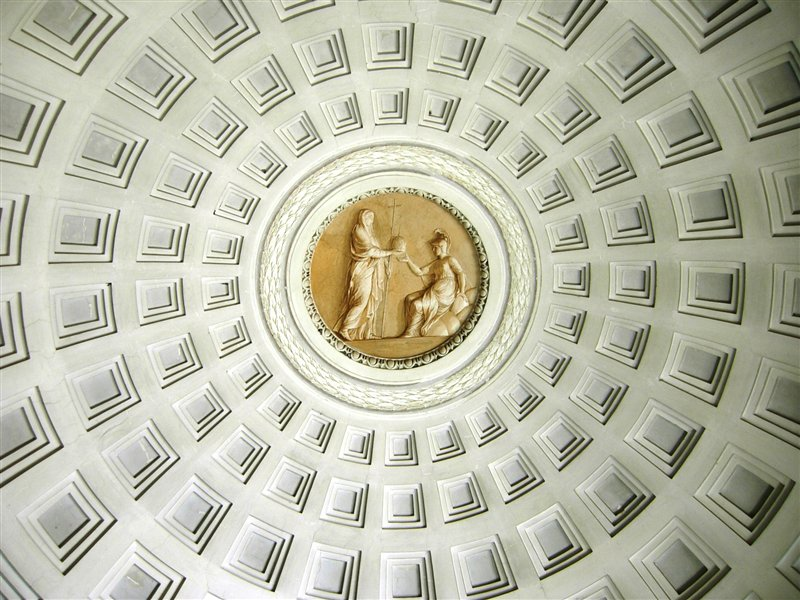
Sklepienie
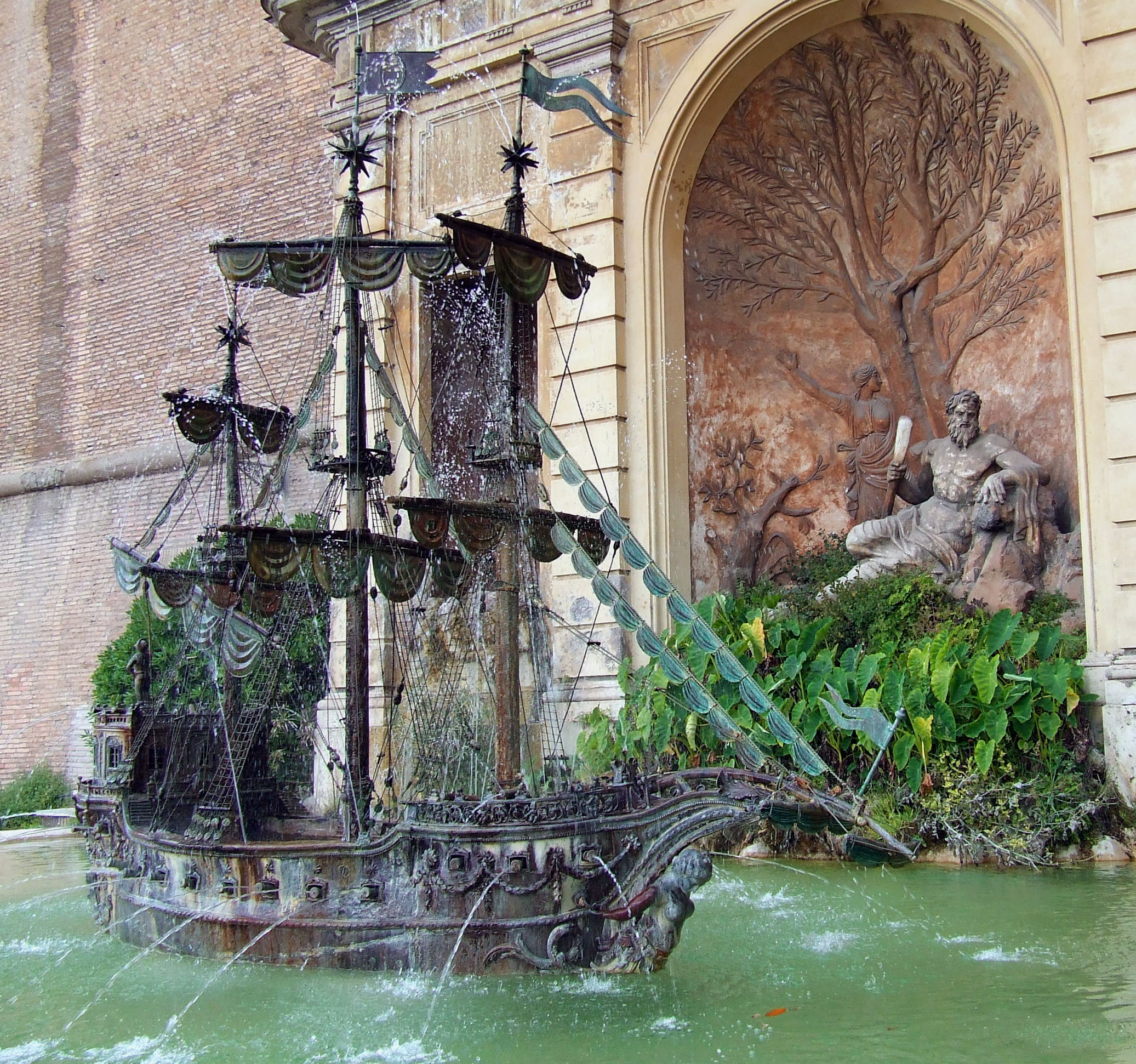
Fontana della Galera

### Gabinetto dell'Apoxyomenos
W centrum pomieszczenia prezentowana jest statua Apoksyomenosa, kopia rzeźby autorstwa Lizypa. Statua została odnaleziona na Zatybrzu w 1849 roku. Pod oknem ustawione jest popiersie Klemensa XIV. W pomieszczeniu eksponowane są również inskrypcje (m.in. Luciusa Mummiusa) i kamienna głowa młodzieńca zwieńczona wawrzynem, tzw. „Ennio”, pochodzące z Grobowca Scypionów przy Via Appia. W przylegającej salce na ścianach trzy mozaiki ze scenami z cyrku. Drzwi prowadzą na klatkę schodową zaprojektowaną przez Donato Bramantego – wł. scala di Bramante.

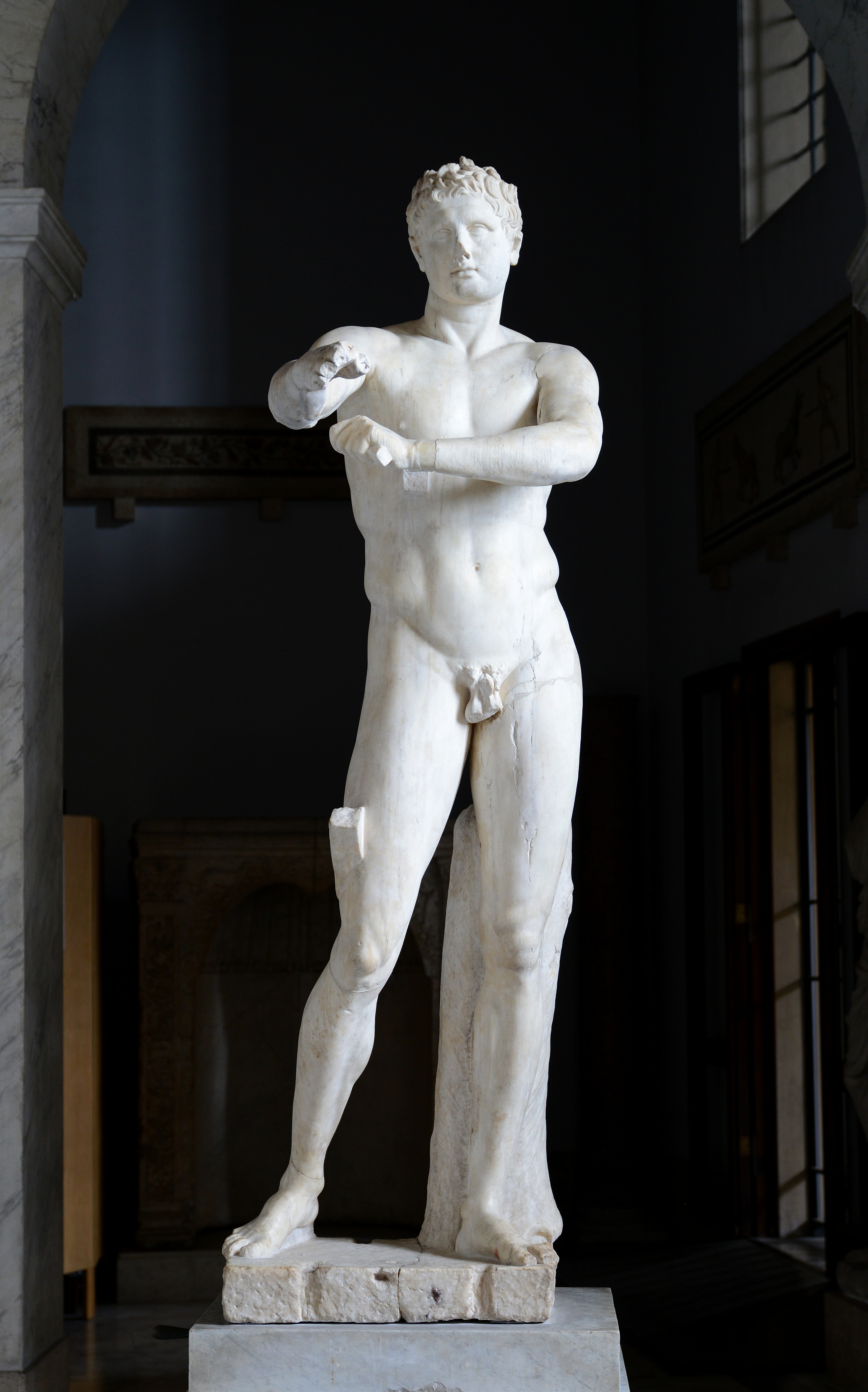
Apoksyomenos
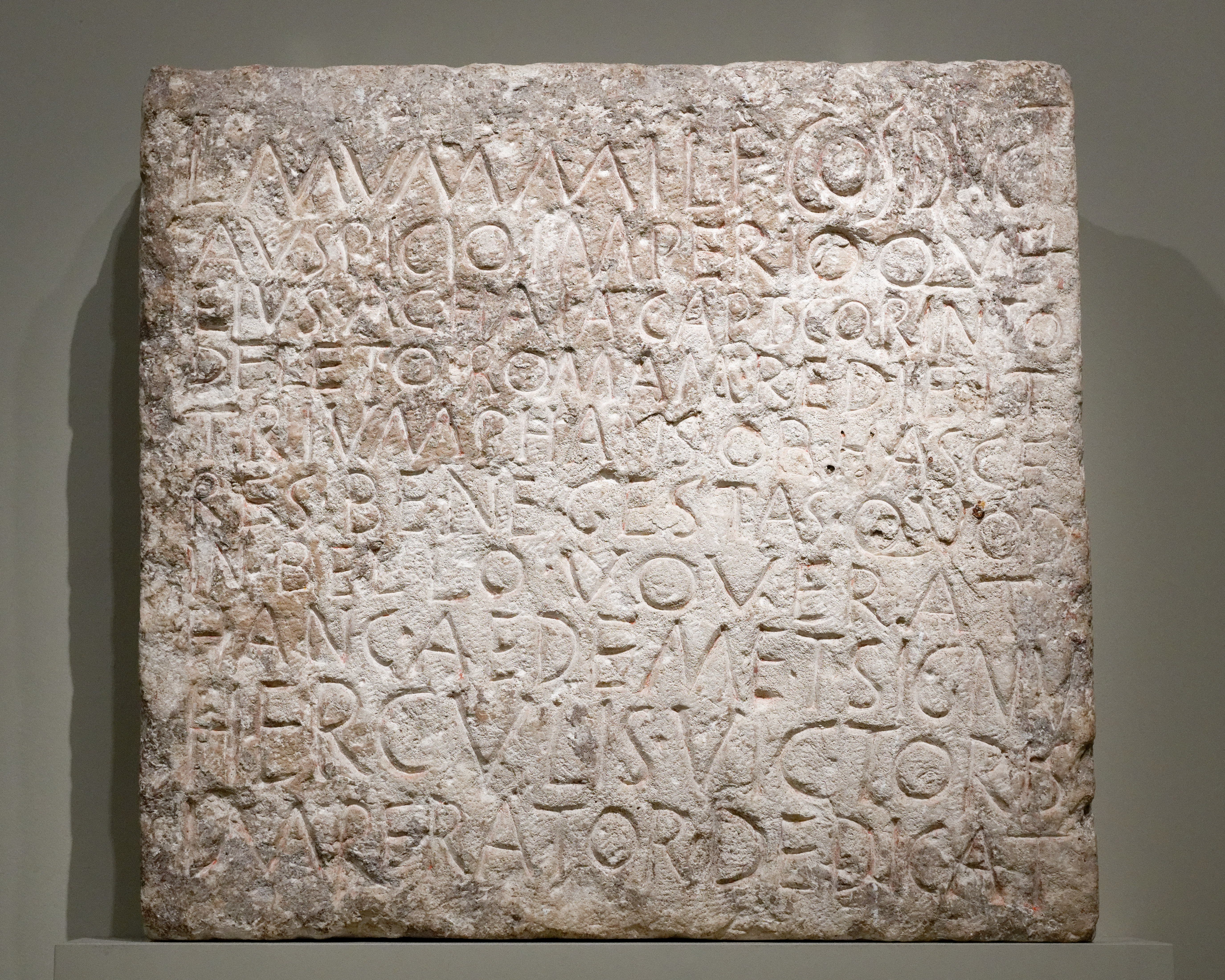
Inskrypcja Luciusa Mummiusa
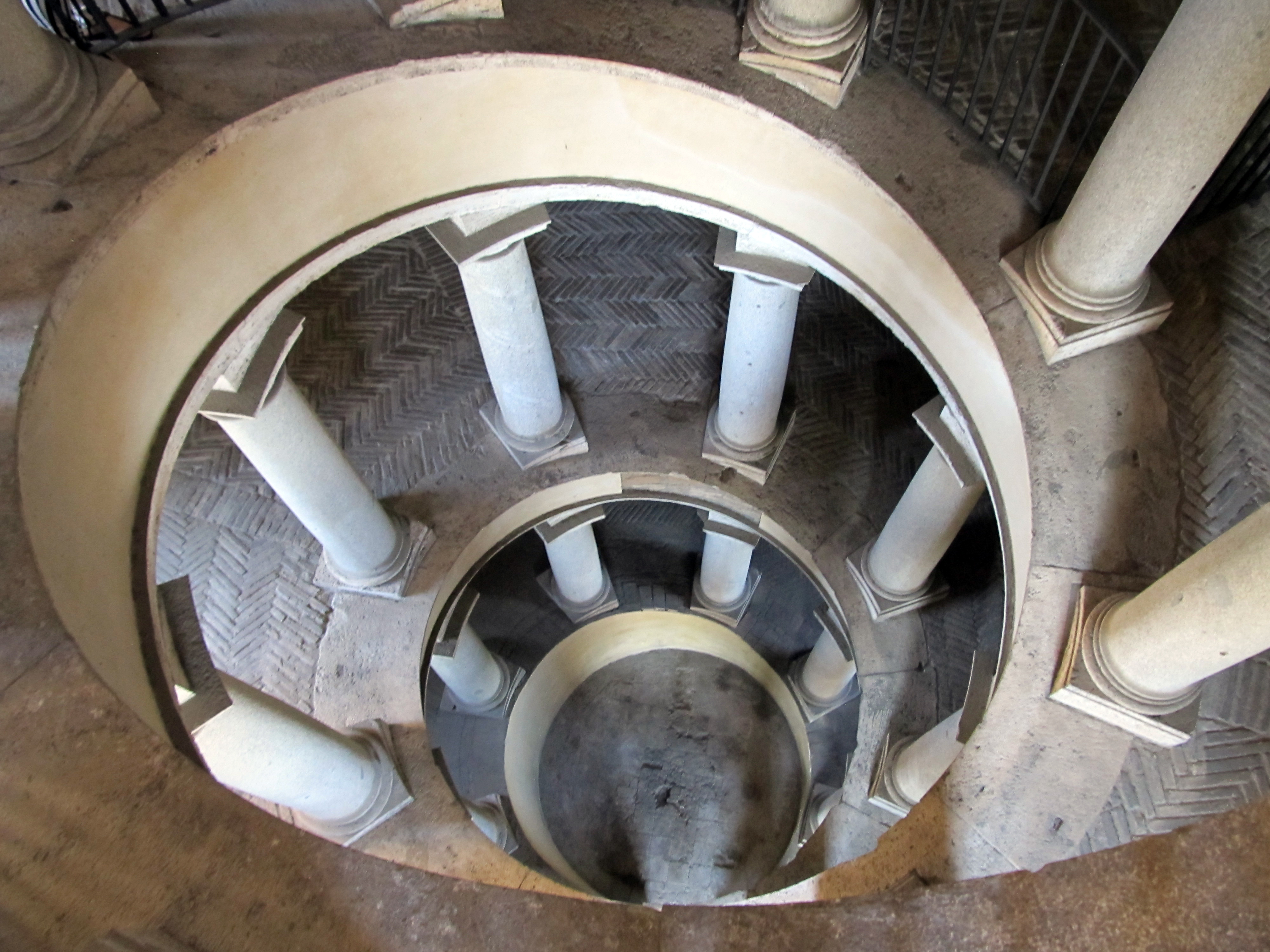
Klatka schodowa Bramantego

### Cortile Ottagono
Obszerny dziedziniec na którym prezentowano pierwsze artefakty papieskiej kolekcji zabytków starożytnych już
za pontyfikatu papieża Juliusza II na początku XVI wieku. Po założeniu muzeum za pontyfikatu Klemensa XIV, dziedziniec stał się jego głównym miejscem ekspozycji. Grupa Laokoona i Apollo Belwederski ustawione są w tych samych miejscach nieprzerwanie do pierwszej połowy XVI wieku. Dziedziniec zbudował Giacomo da Pietrasanta według projektu Bramantego. Przebudowany został w 1773 roku przez Michelangela Simonettiego, który wyposażył go w ośmioboczny wewnętrzny portyk. W jego narożnikach powstały przestrzenie (wł. gabinetti), w których eksponowane są cztery rzeźby, stanowiące dumę kolekcji watykańskiej:
- Grupa Laokoona
- Apollo Belwederski
- Antinous Belwederski
- Perseusz z głową Meduzy (autorstwa Antonia Canovy)

W portyku południowym znajduje się rzeźba z I–II wieku przedstawiająca Bóstwo rzeczne (wł. Divinità fluviale). Rzeźba ustawiona jest na marmurowym sarkofagu z 170–180 roku, ozdobionym scenami walk Amazonek. W portyku północnym statua Venus Felix z I wieku.

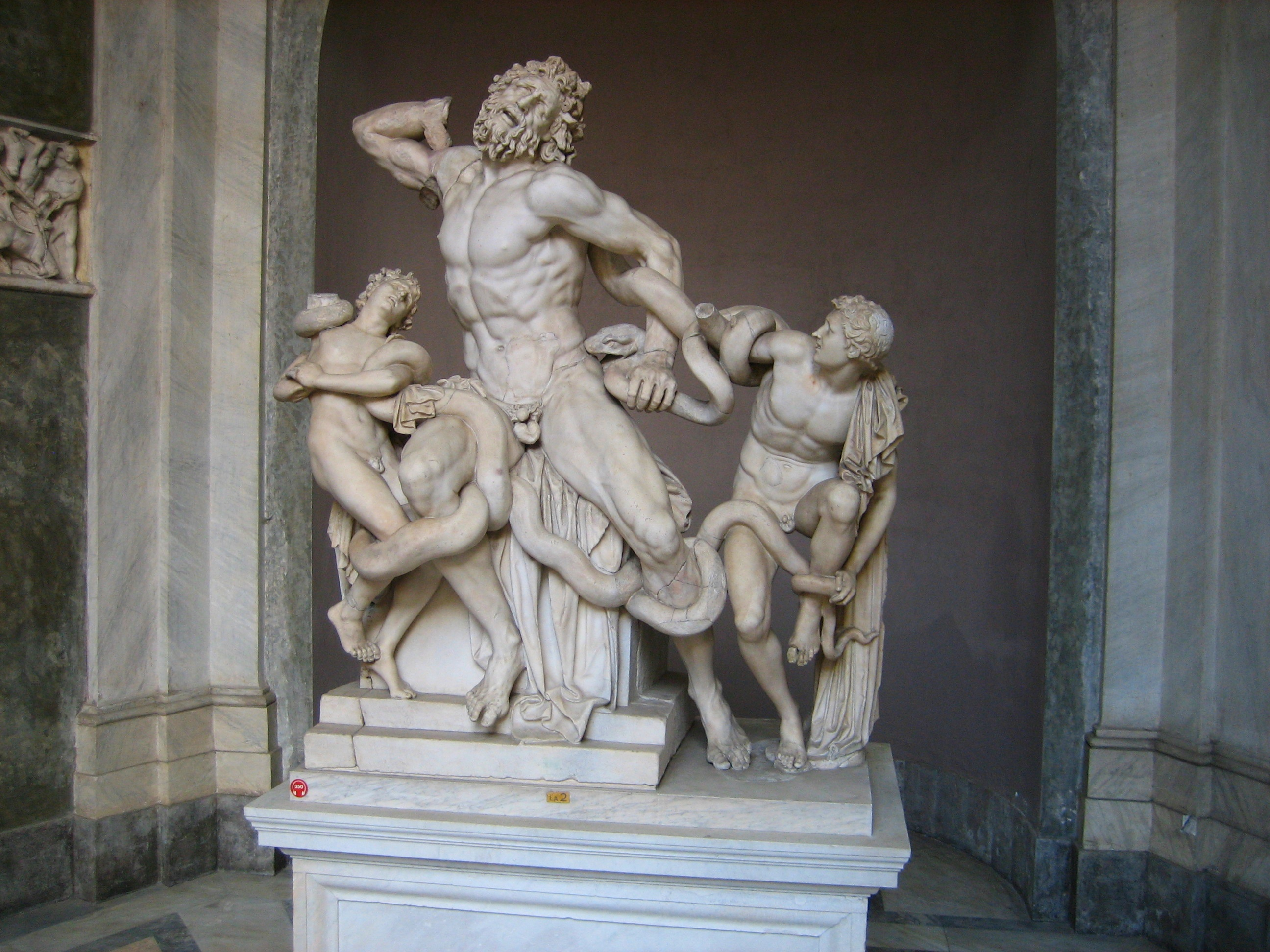
Gabinetto del Laocoonte
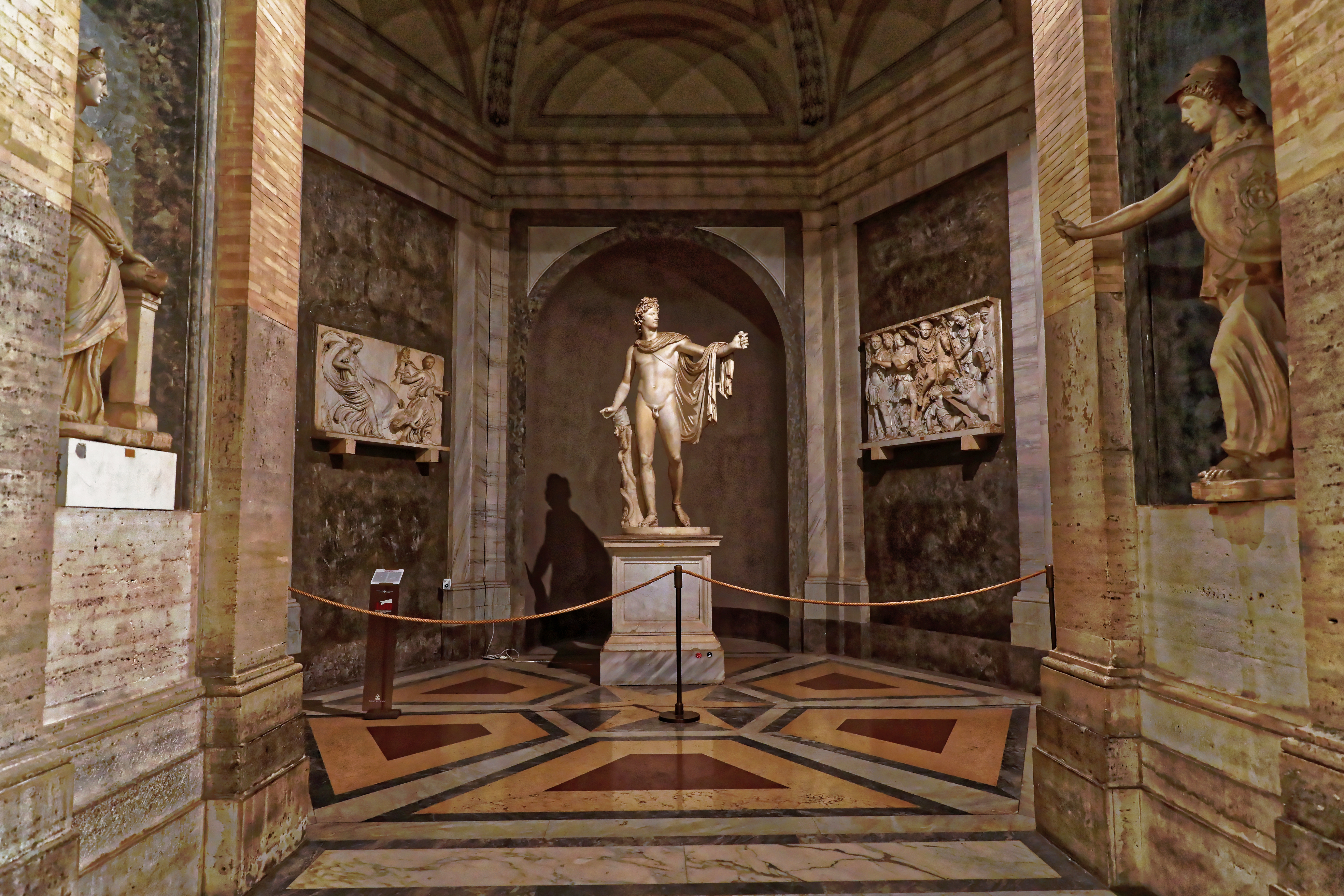
Gabinetto dell’Apollo
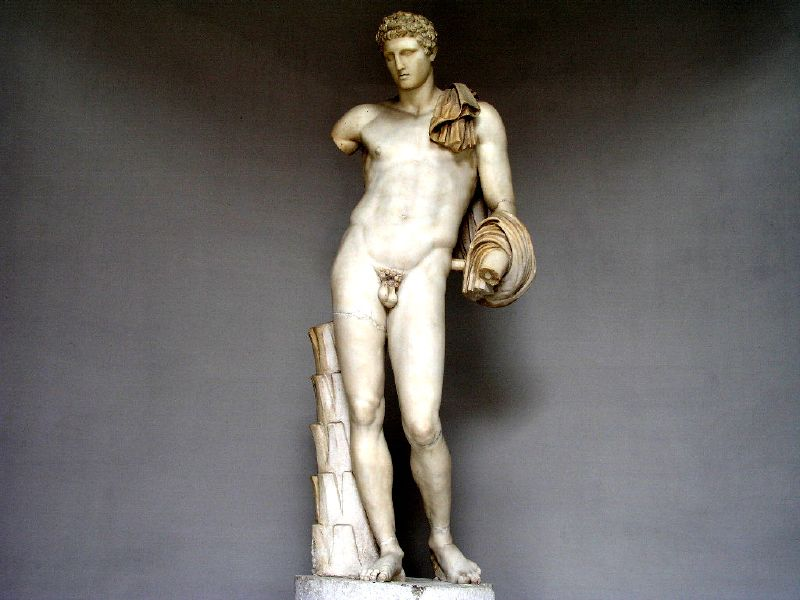
Gabinetto dell’Hermes
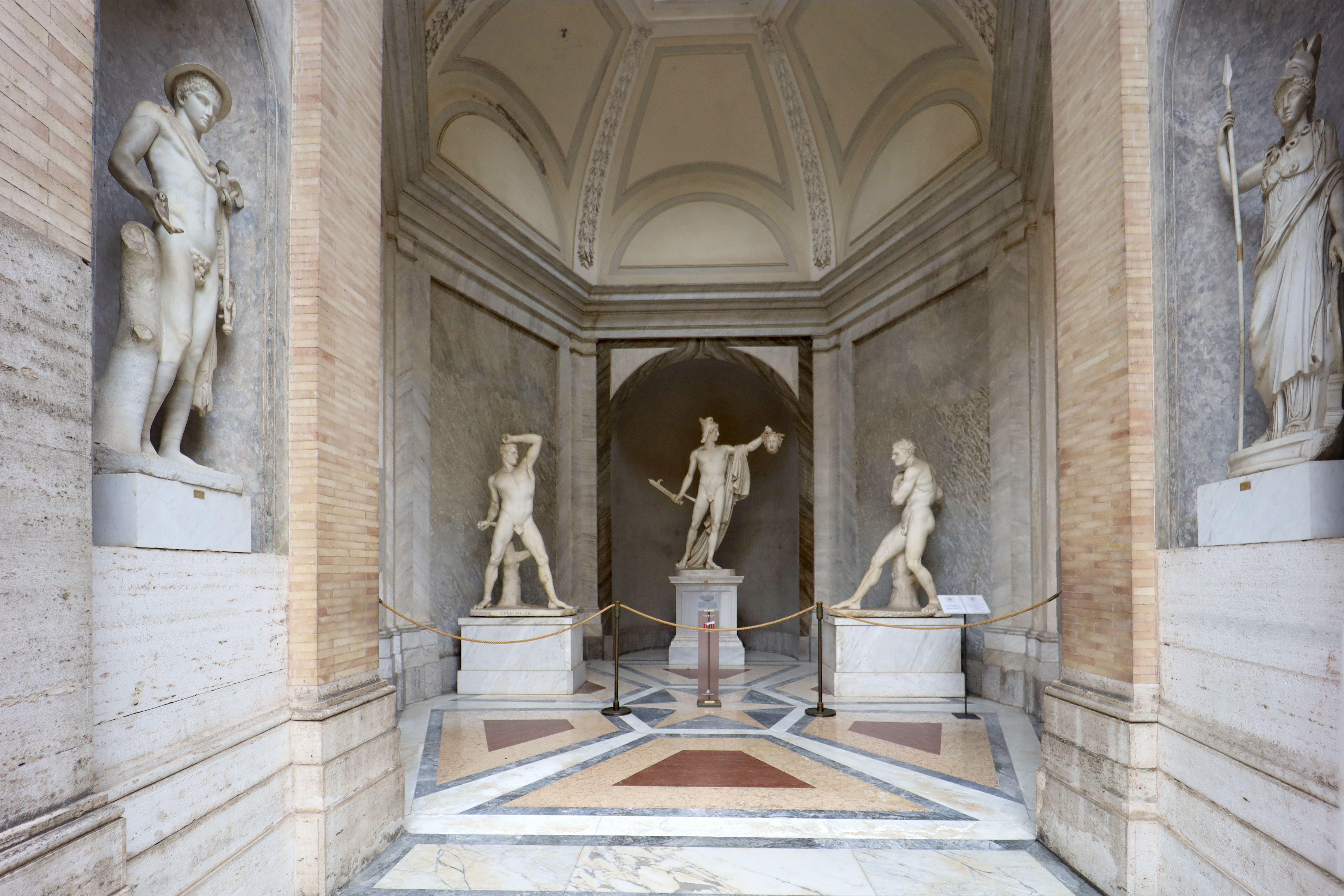
Gabinetto del Canova
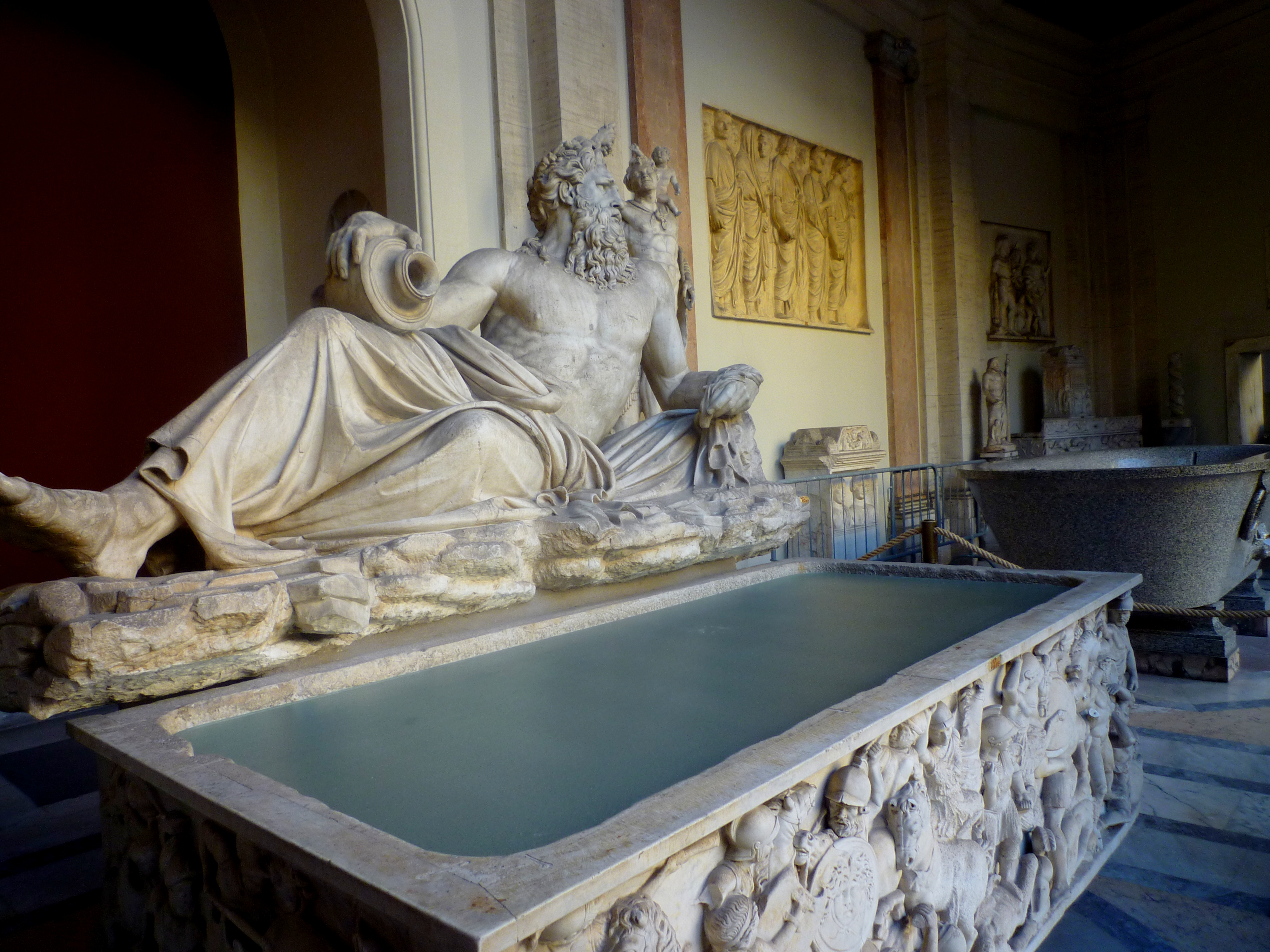
Bóstwo rzeczne
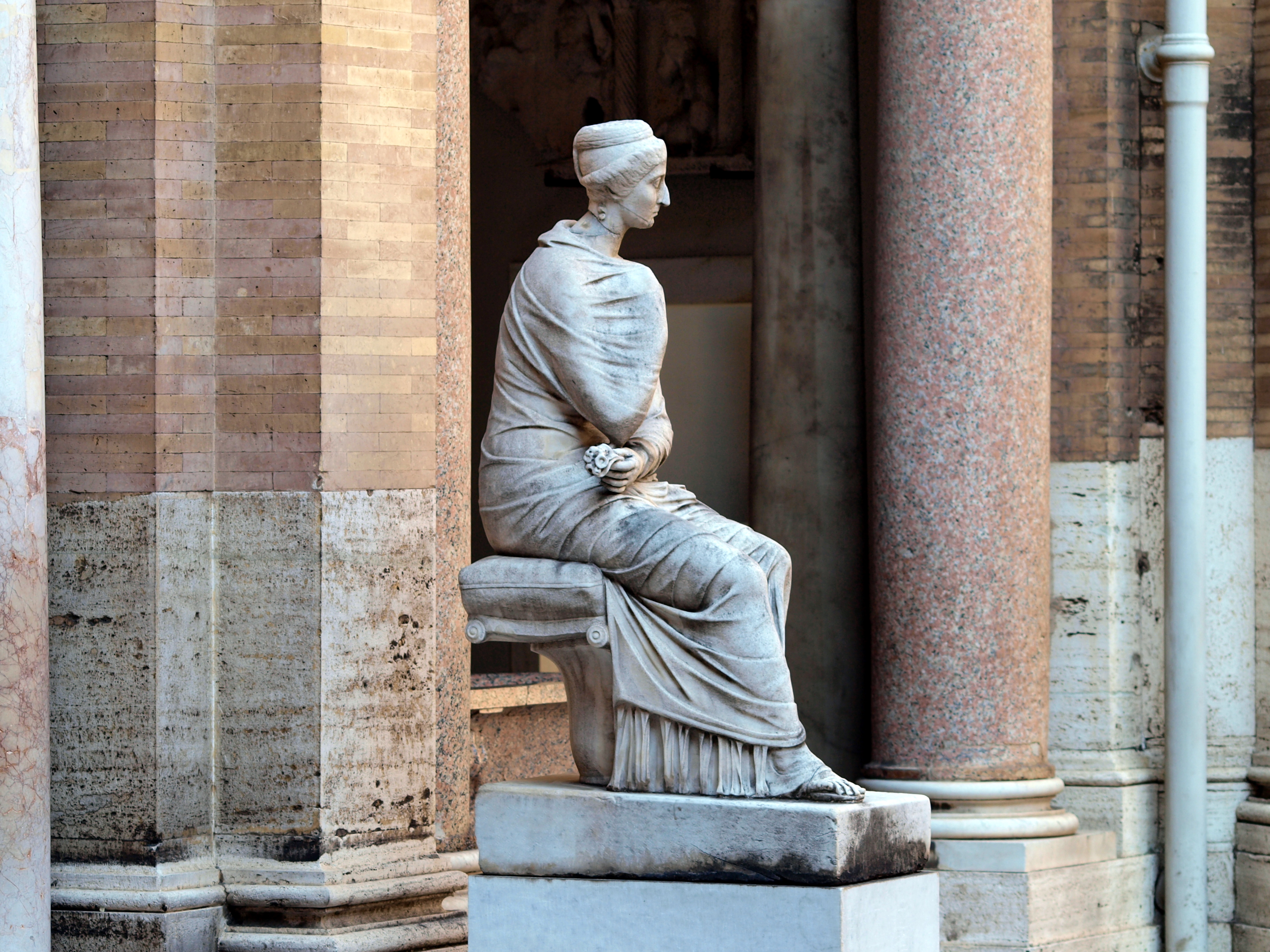
Wiara, II w.
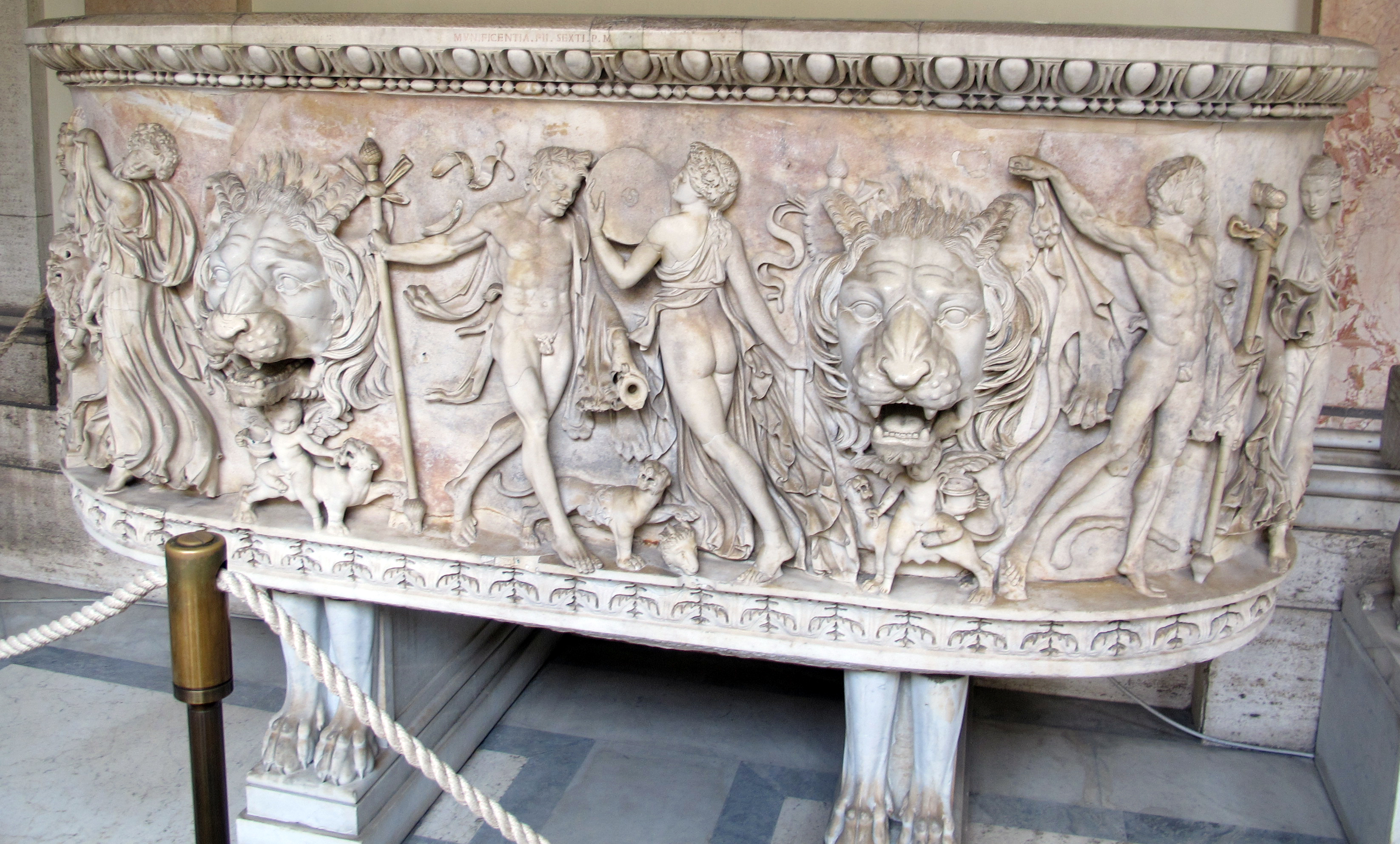
Sarkofag, II w.
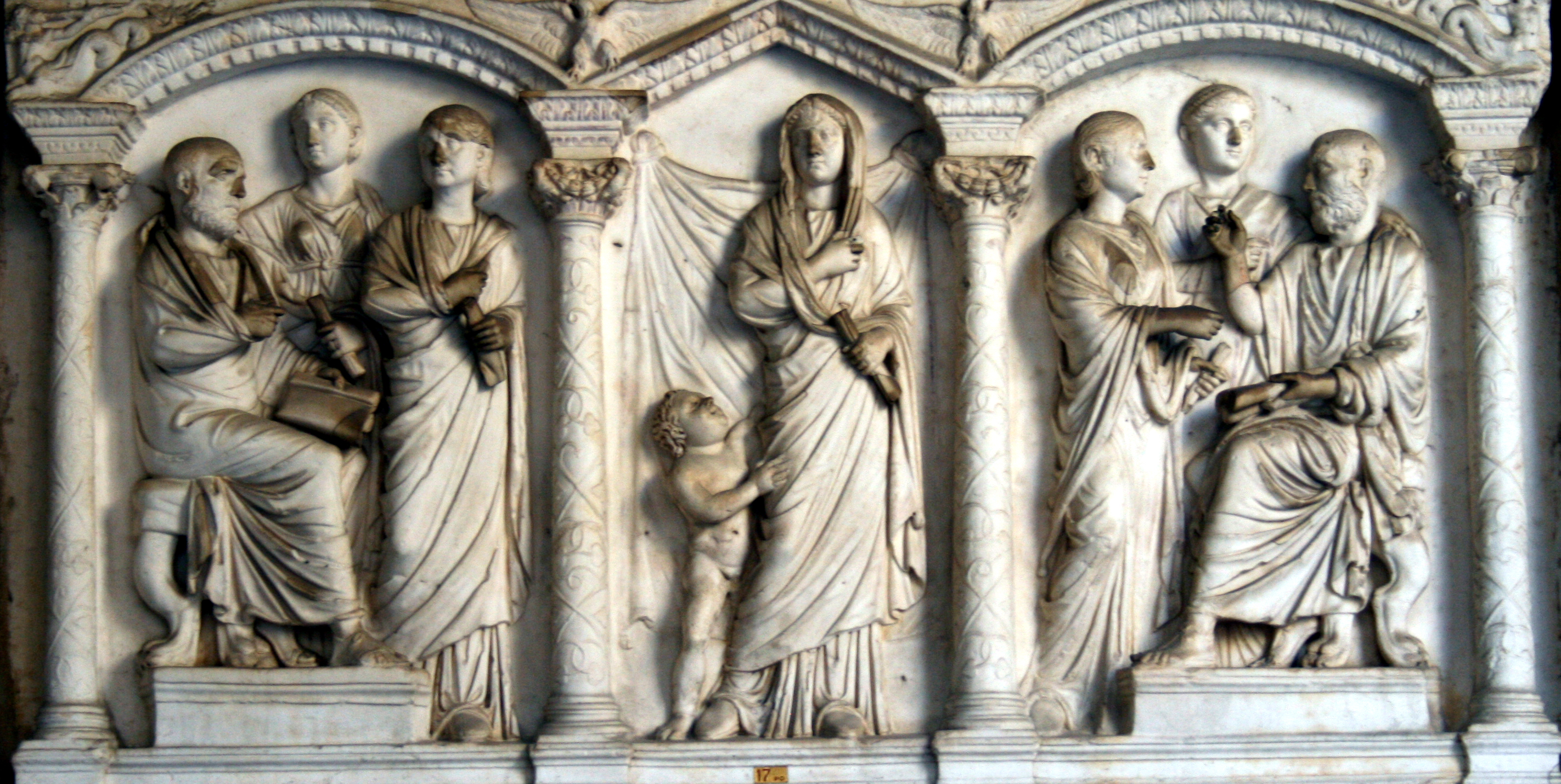
Sarkofag z III w.

### Sala degli Animali
Prostokątna sala, składająca się z dwóch części. Pierwotne założenie pochodzi z czasów papieża Piusa IV. Pomieszczenie powiększył Michelangelo Simonetti około roku 1776. W nowszej części zgromadzono rzeźby zwierząt odrestaurowane przez Francesca Antonia Franzoniego. W przejściu pomiędzy dwiema częściami sali mozaika podłogowa ze sceną Jastrzębia pożerającego zająca. Zgromadzono rzeźby przedstawiające zwierzęta, również grupy rzeźb przedstawiających ludzi ze zwierzętami. Wystawiany jest, m.in. Meleager z II w., Jaguar z 1790 roku, Mitra zabijający byka.

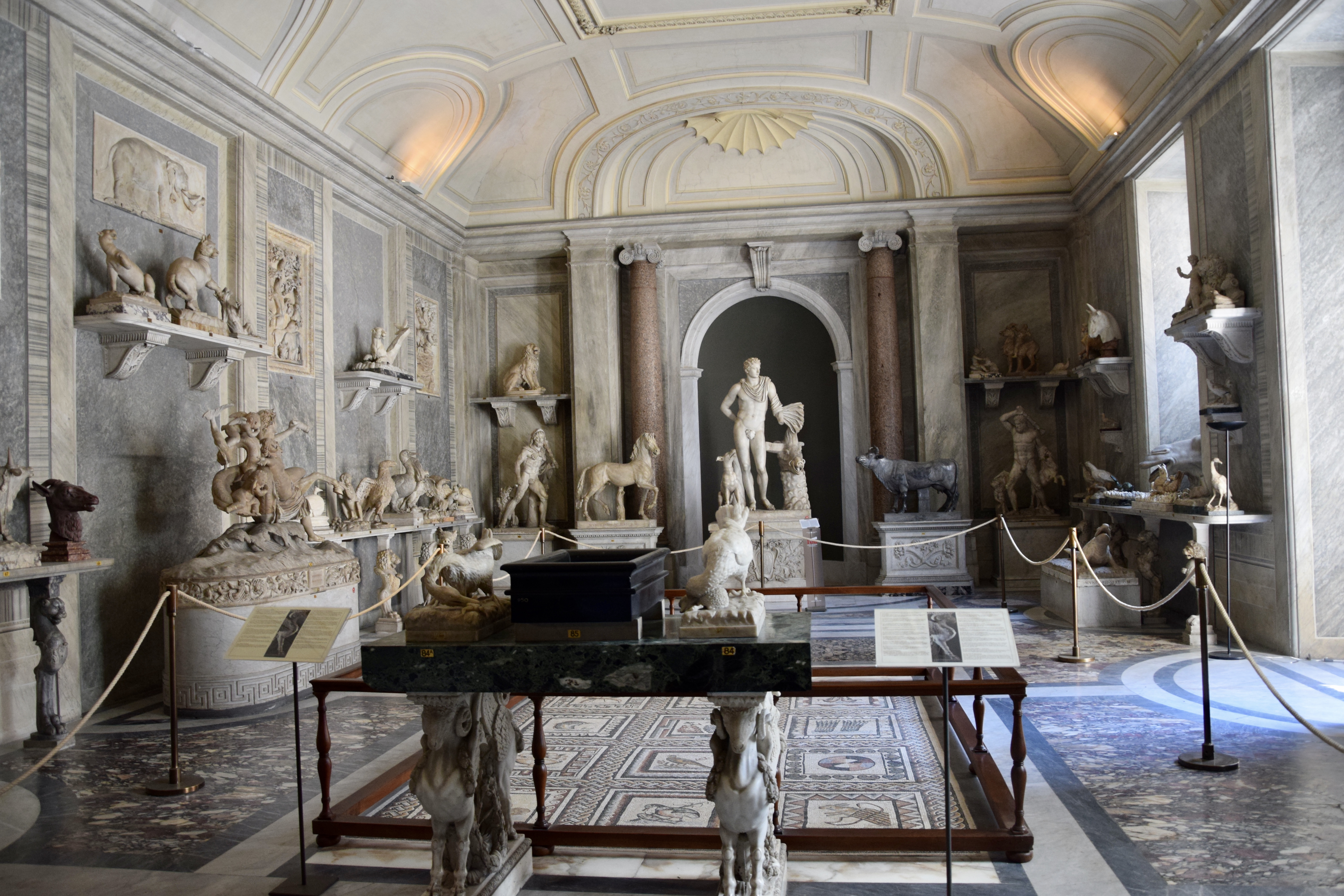
Sala degli Animali
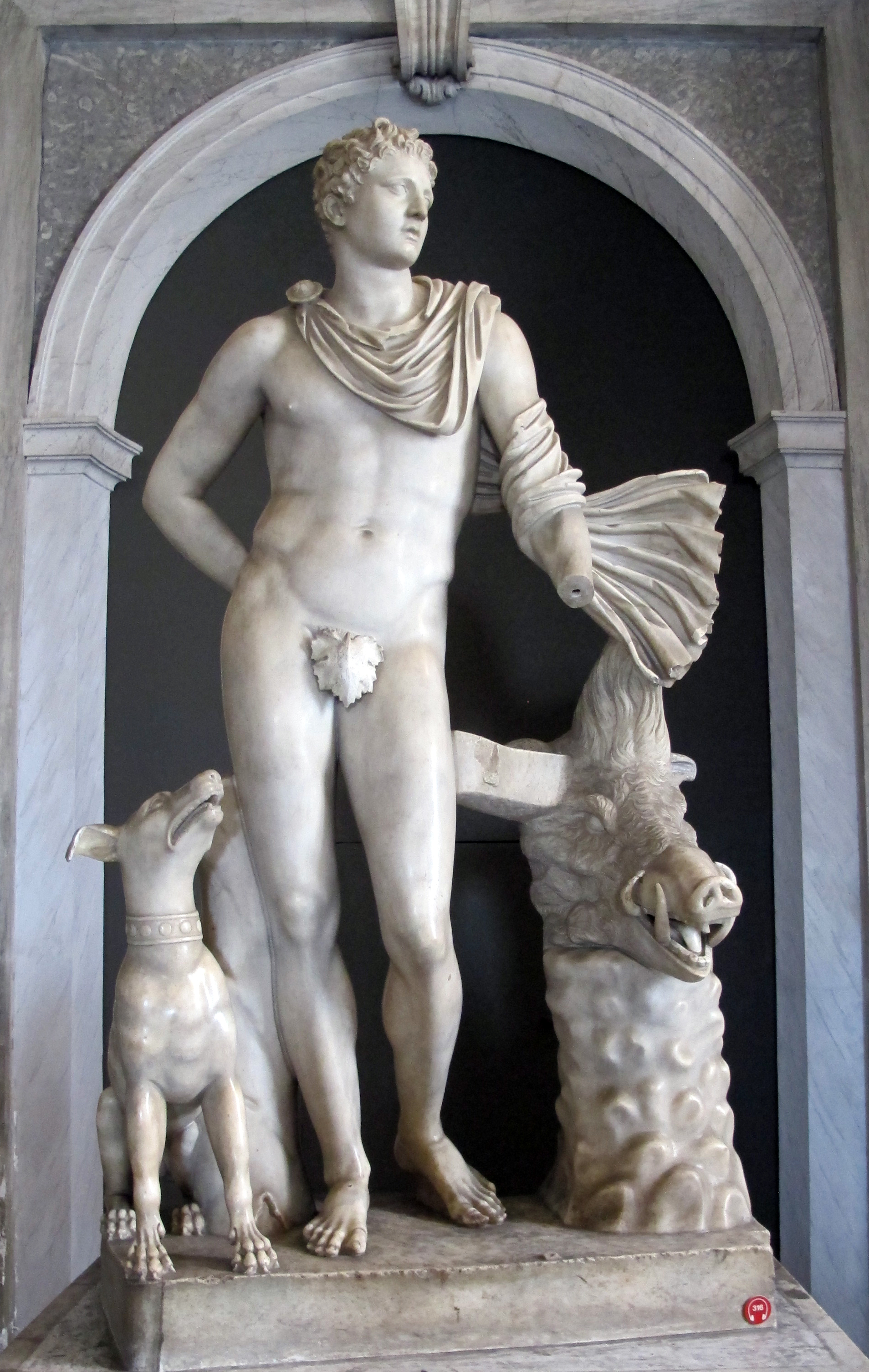
Meleager, II w.
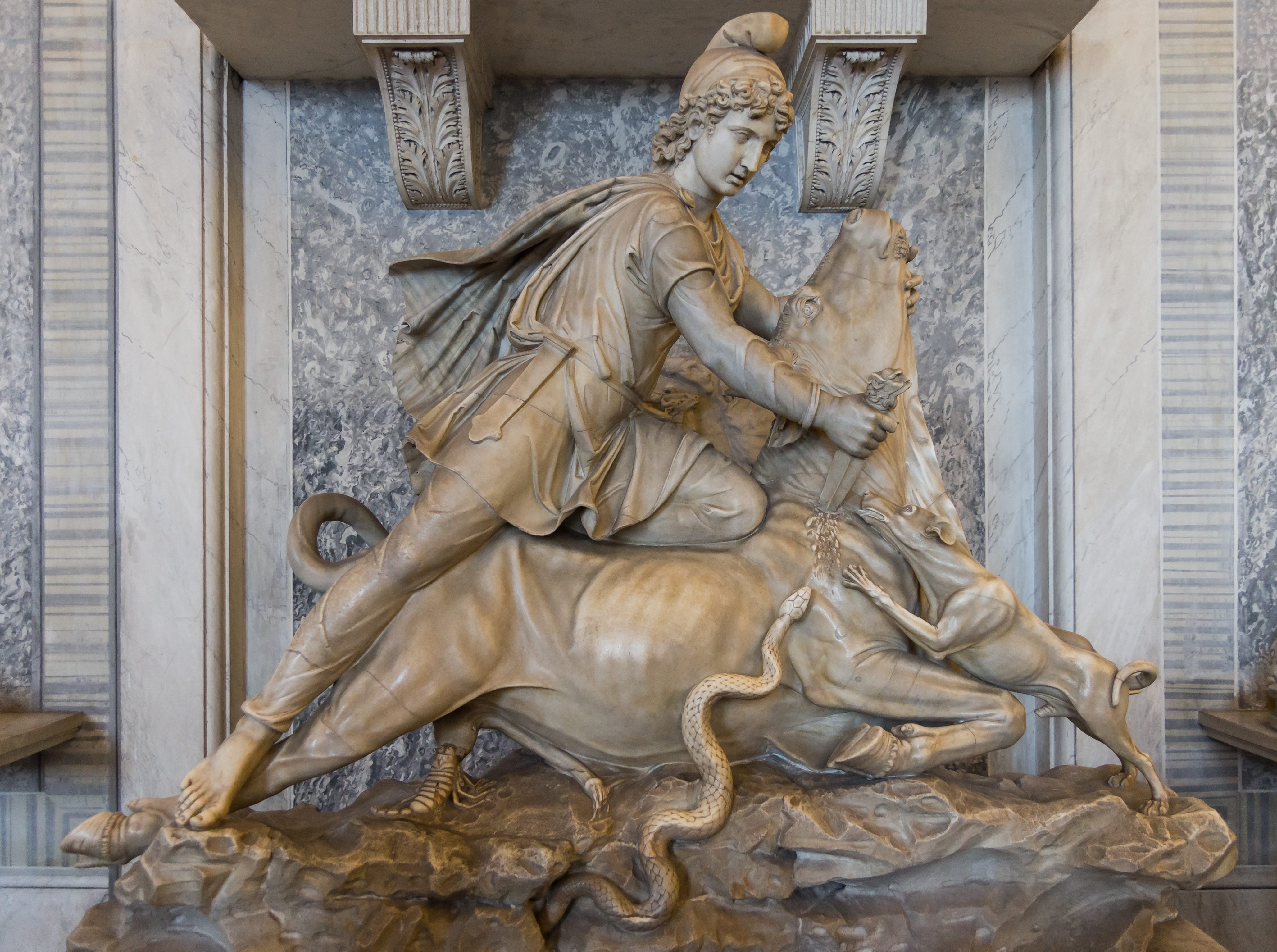
Mitra zabijający byka
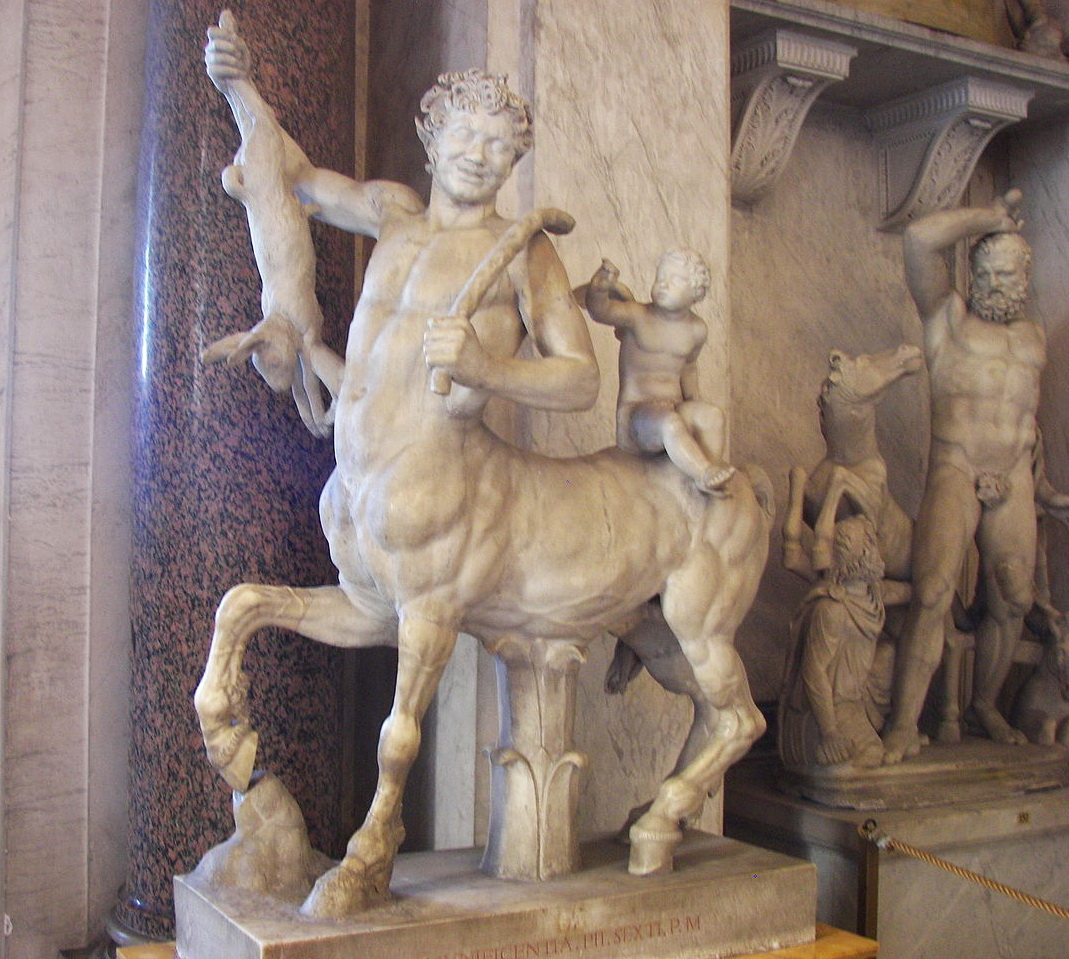
Centaur

### Galleria delle Statue
Galeria stanowiła pierwotnie loggię w Palazzetto del Belvedere z czasów Innocentego VIII. Jej ściany ozdabiały freski przedstawiające widoki krajobrazów i miast. Lunette zdobiły putta namalowane przez Pinturicchia i jego uczniów. W latach 1771–1772 otwory loggi zostały zamknięte. Powiększono też przestrzeń, dodając Sala dei Busti. Między 1776 a 1778 sale ozdobił freskami malarz Cristoforo Unterperger. W sali wystawiane są rzeźby, m.in.: Apollo Sauroktonos, Śpiąca Ariadna, Hermes Ingenui, Demostenes, Penelopa siedząca.

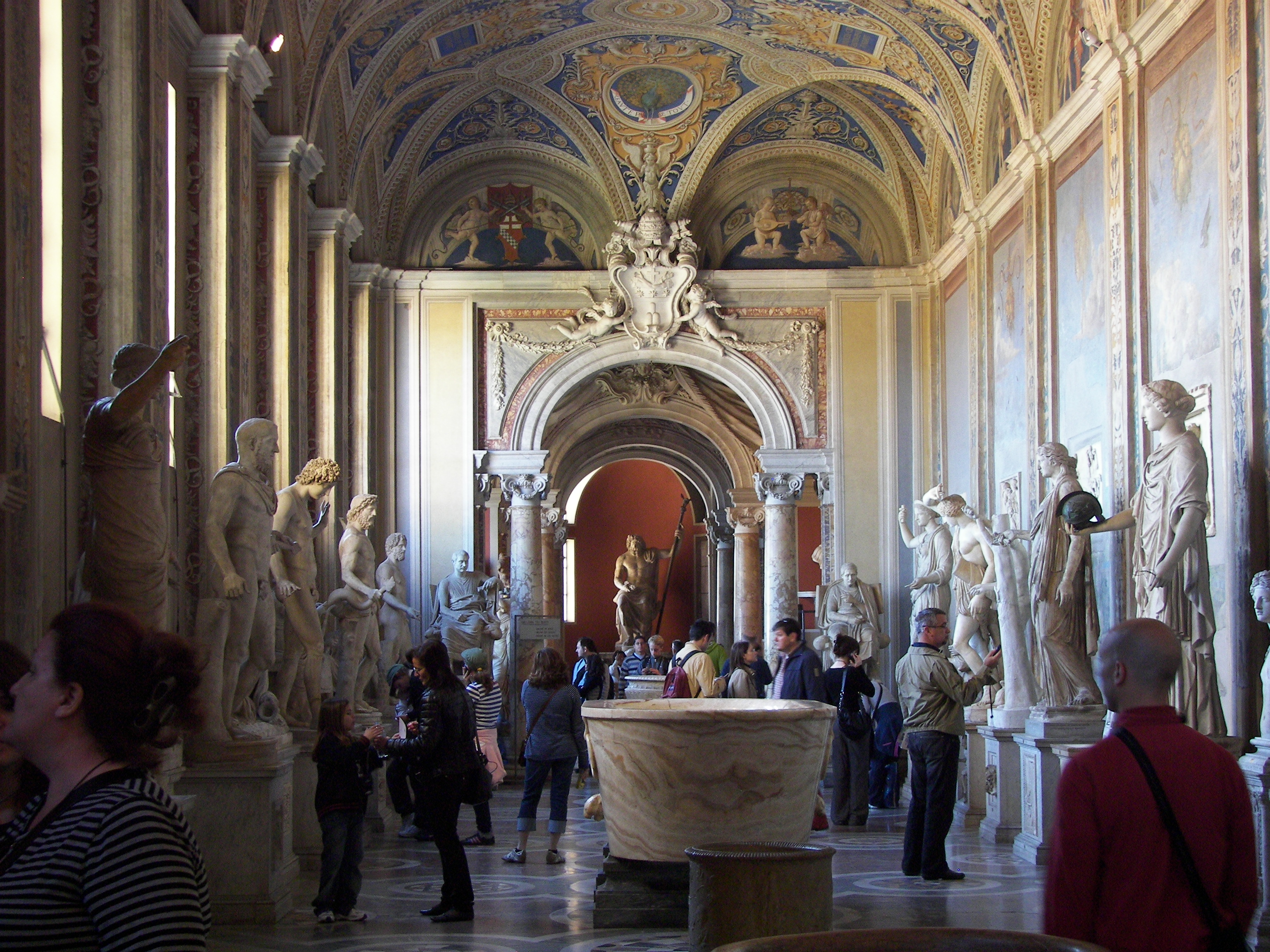
Galleria delle Statue
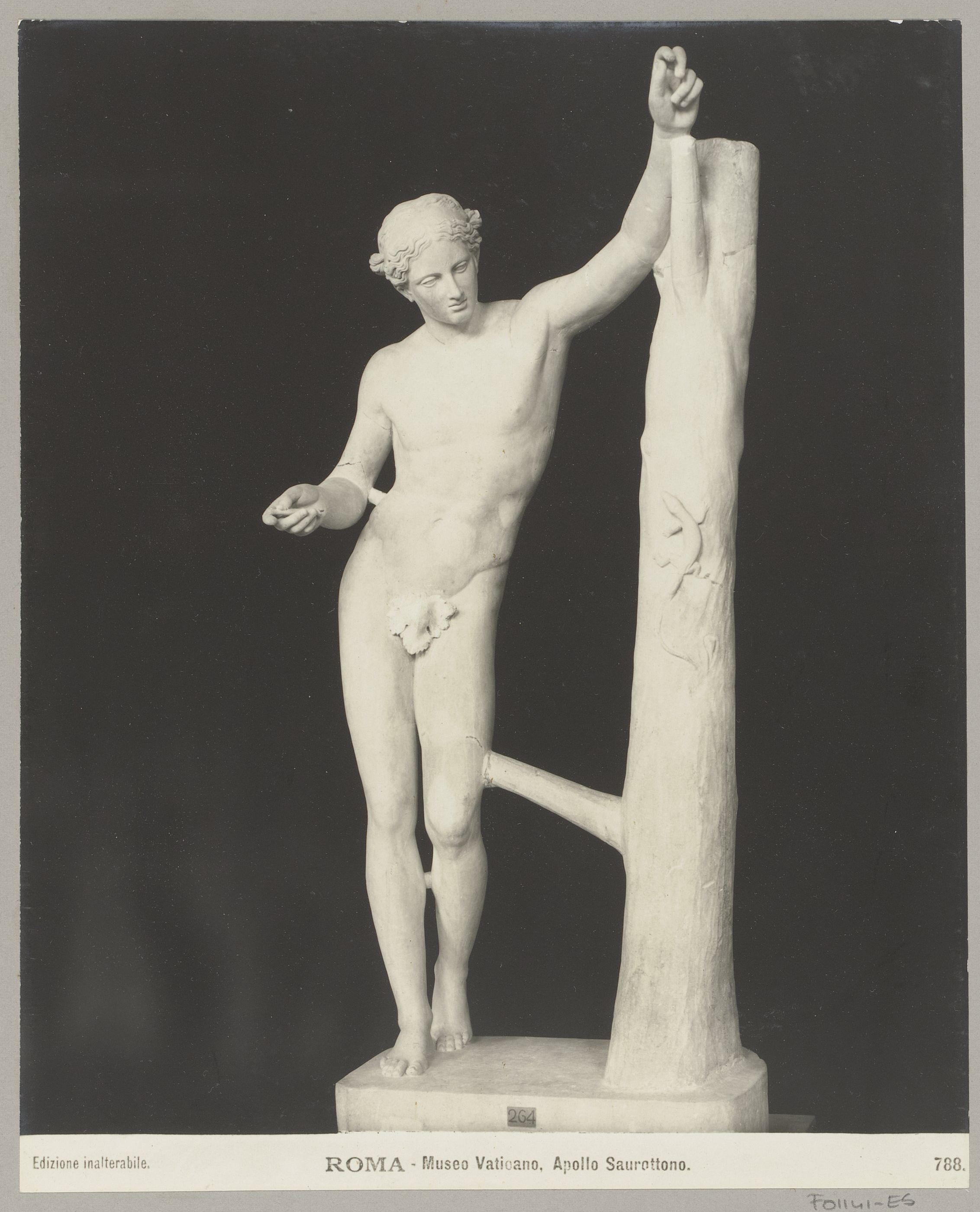
Apollo Sauroktonos, I–II w.
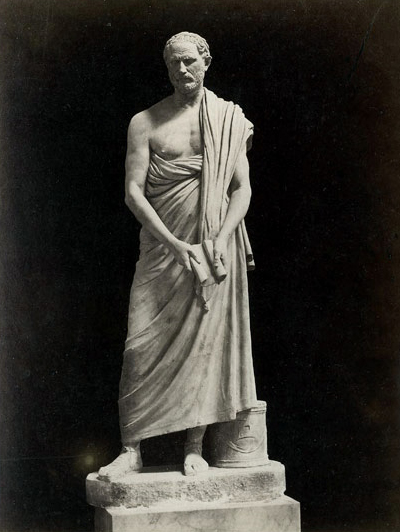
Demostenes, II w.
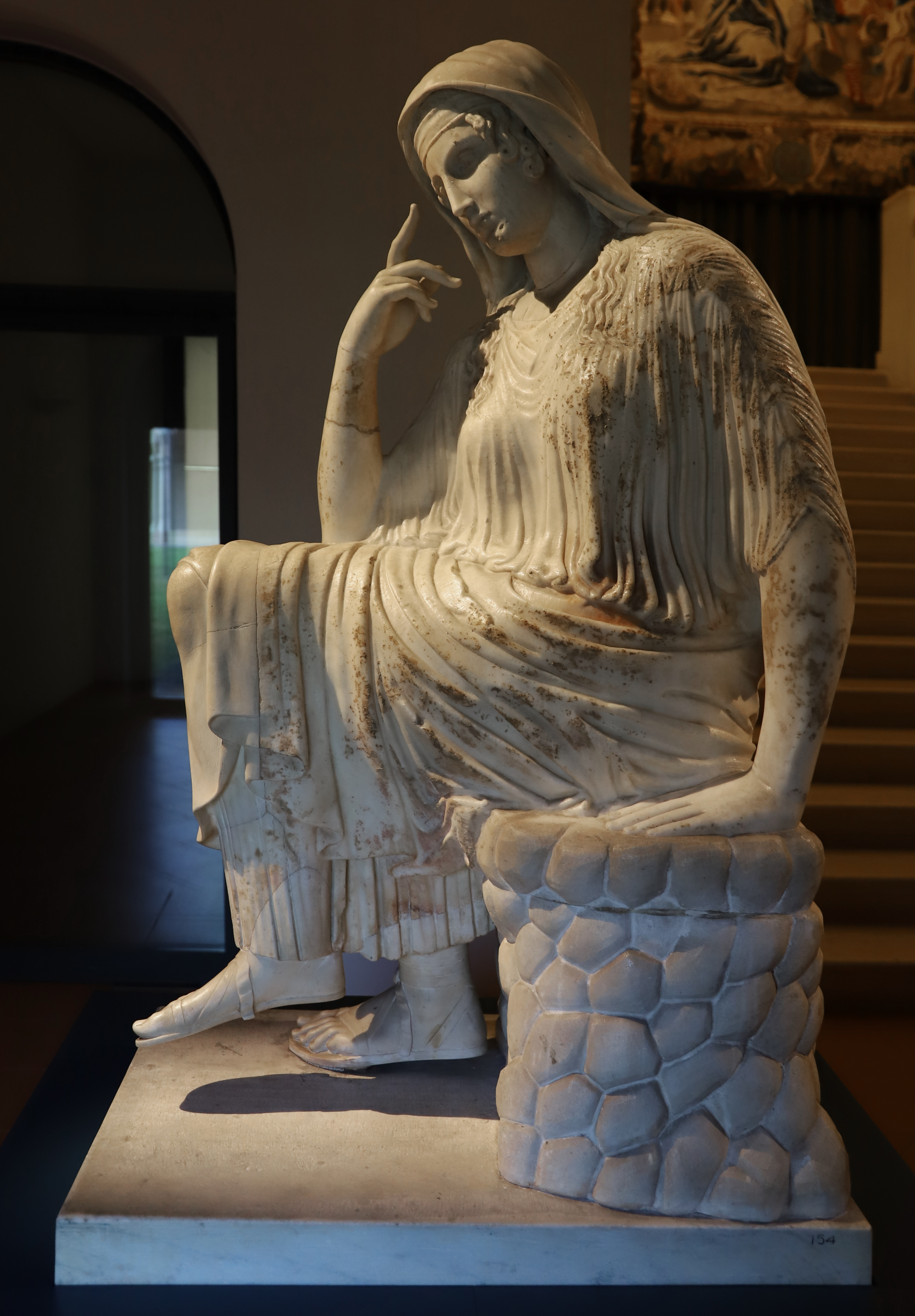
Penelopa siedząca, I w.

### Sala dei Busti
W sali wystawiane są kamienne popiersia. Pomieszczenie powstało z połączenia czterech różnych pokoi za pontyfikatu papieża Klemensa XIV.

### Gabinetto delle Maschere
Kwadratowe pomieszczenie przekształcone na sale muzealną przez architekta Alessandra Doriego w latach 1771–1772. Pomieszczenie stanowiło część wieży. W 1780 sale przebudował Michelangelo Simonetti. Autorami wystroju byli Cristoforo Unterperger i Domenico De Angelis. Salka zawdzięcza swą nazwę przedstawionym na mozaikach podłogowych maskom. Mozaiki pochodzą z Willi Hadriana w Tivoli. Prezentowane są rzeźby: grupa Trzech Gracji, posąg Nimfy oraz seria posągów Afrodyty, m.in. kopia Afrodyty z Knidos Praksytelesa.

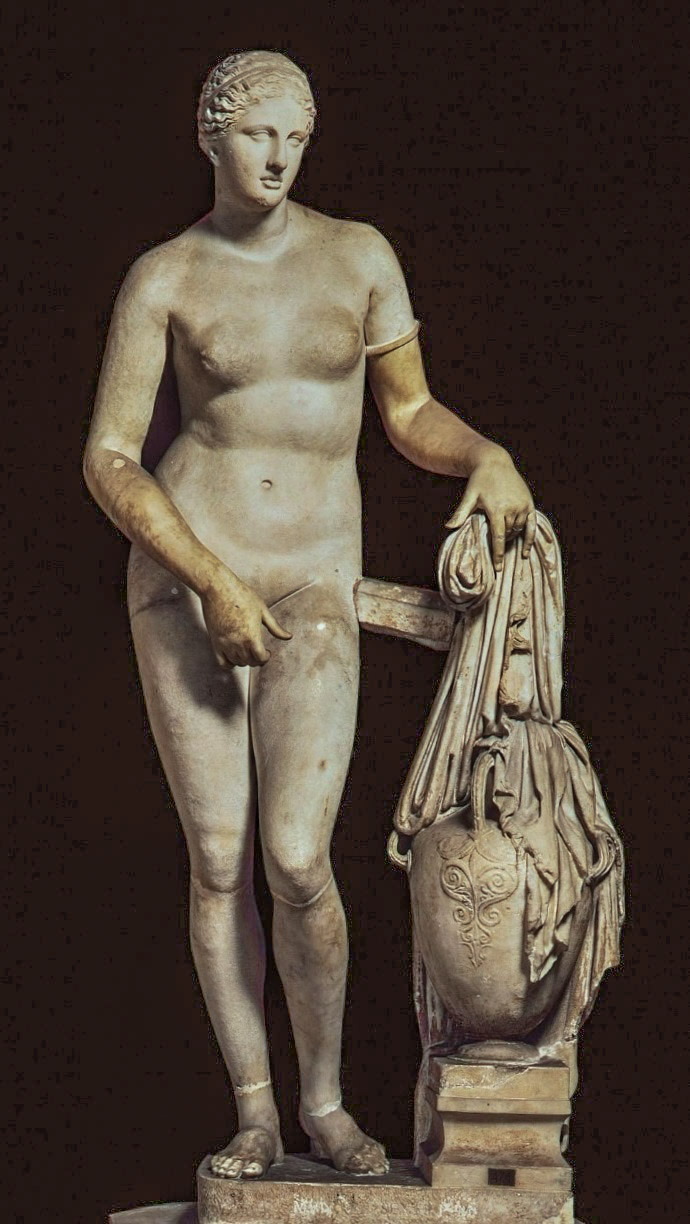
Afrodyta z Knidos, II w.
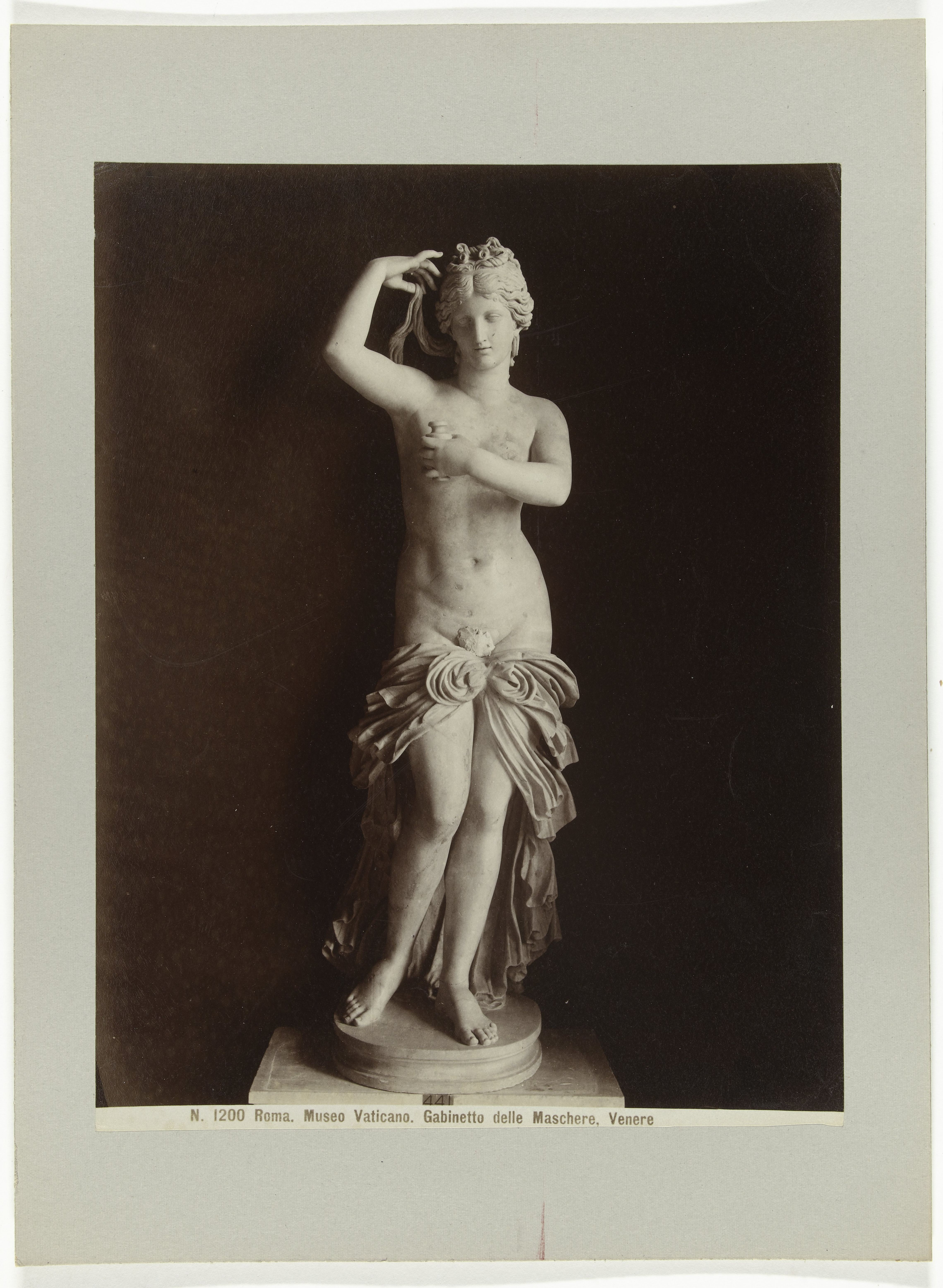
Wenus
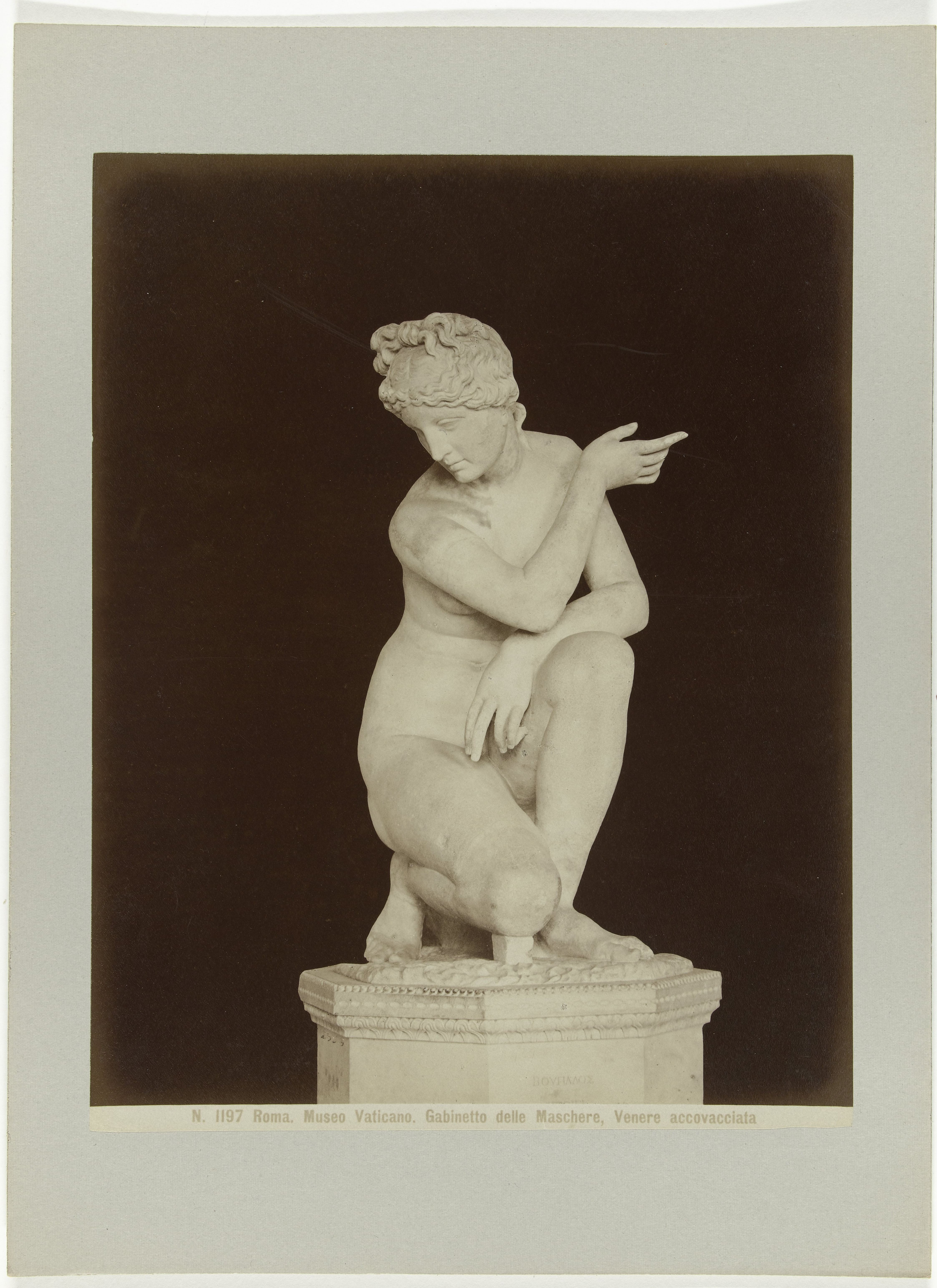
Skulona Afrodyta, II w.

### Sala delle Muse
Ośmioboczna sala przebudowana według projektu Michelangela Simonettiego w 1872 roku. Otwarta dla publiczności w 1784 roku. Freski przedstawiają Apolla i Muzy (mal. Tommaso Conca). Salę zdobi 16 kolumn w stylu korynckim, wykonane z marmuru karraryjskiego. Pomieszczenie przygotowano, by zgromadzić w nim posągi pochodzące z Villa di Cassio pod Tivoli. W sali znajdują się posągi przedstawiające Muzy i hermy znamienitych Greków. Sala delle Muse to miejsce eksponowania Torsu Belwederskiego i Apolla Musagetesa.

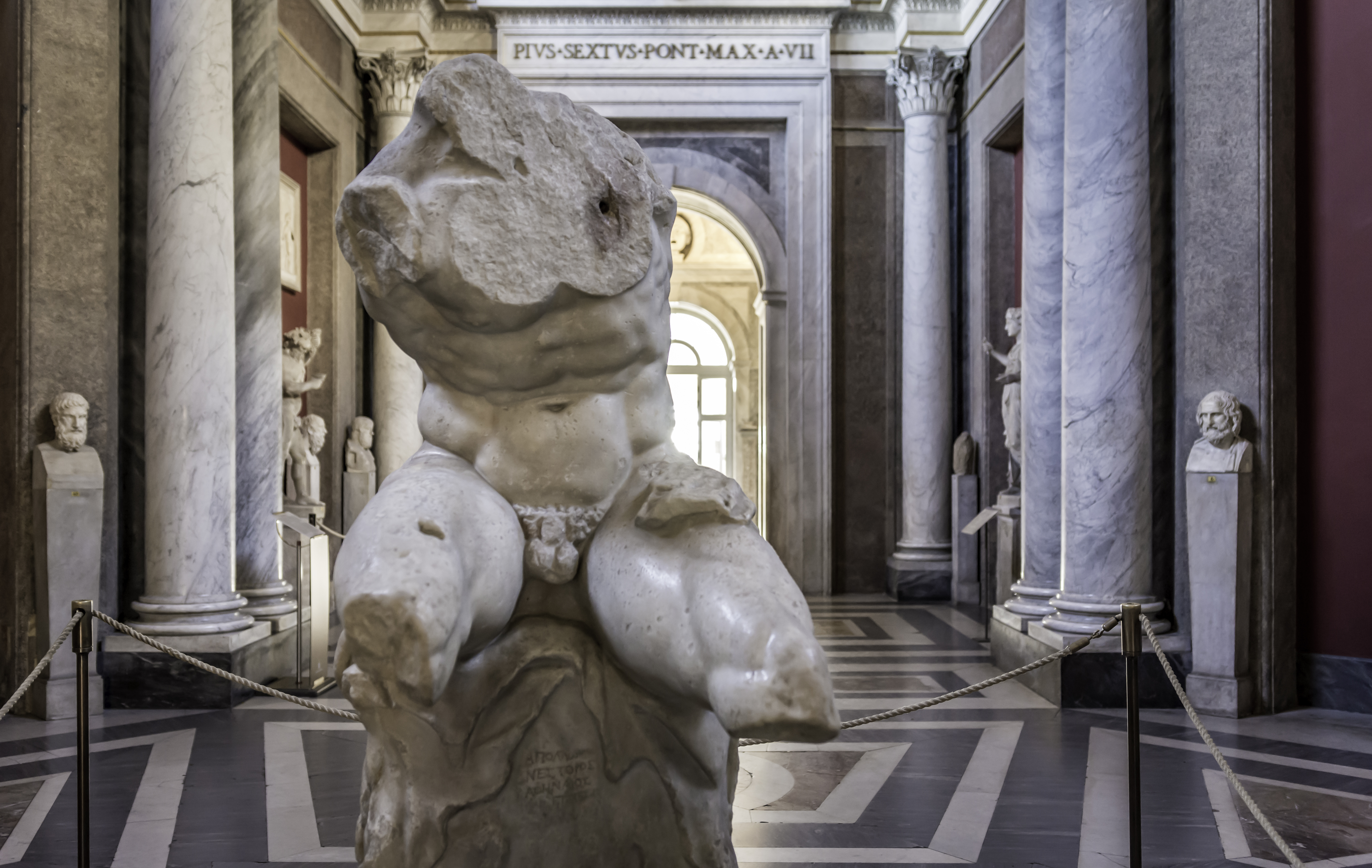
Tors Belwederski, I w. p.n.e.
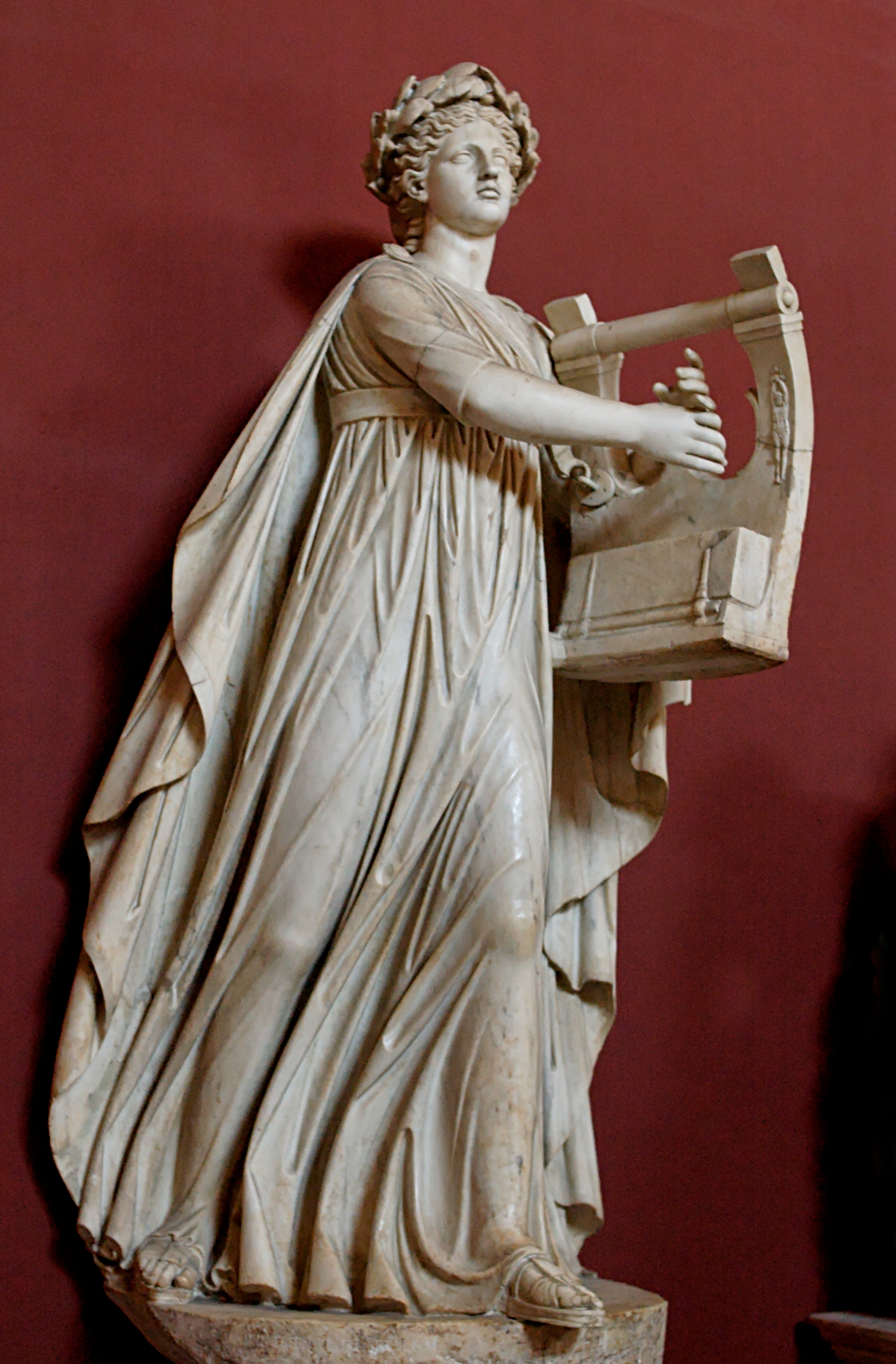
Apollo Musagetes, II w.
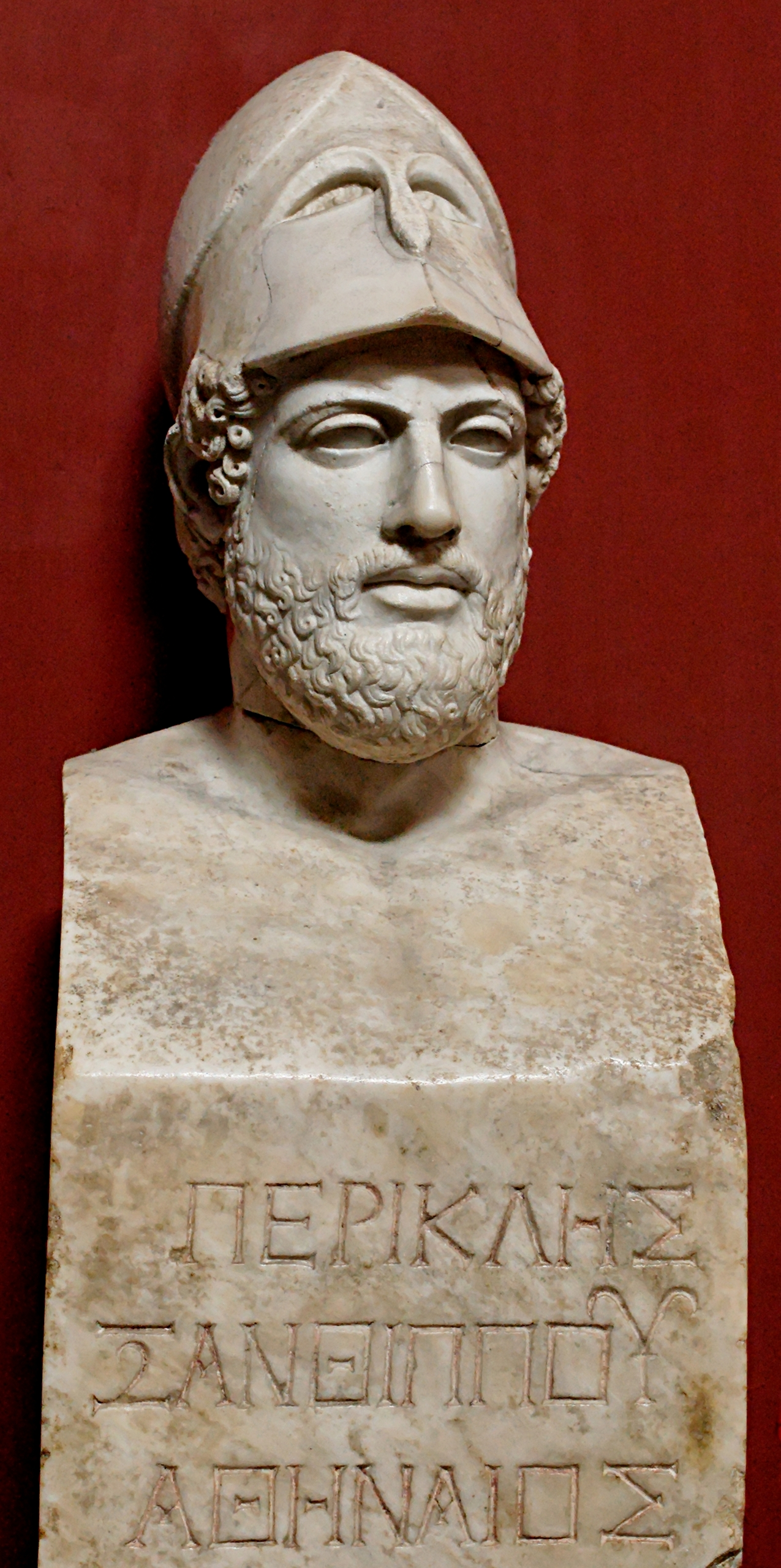
Perykles, II w.
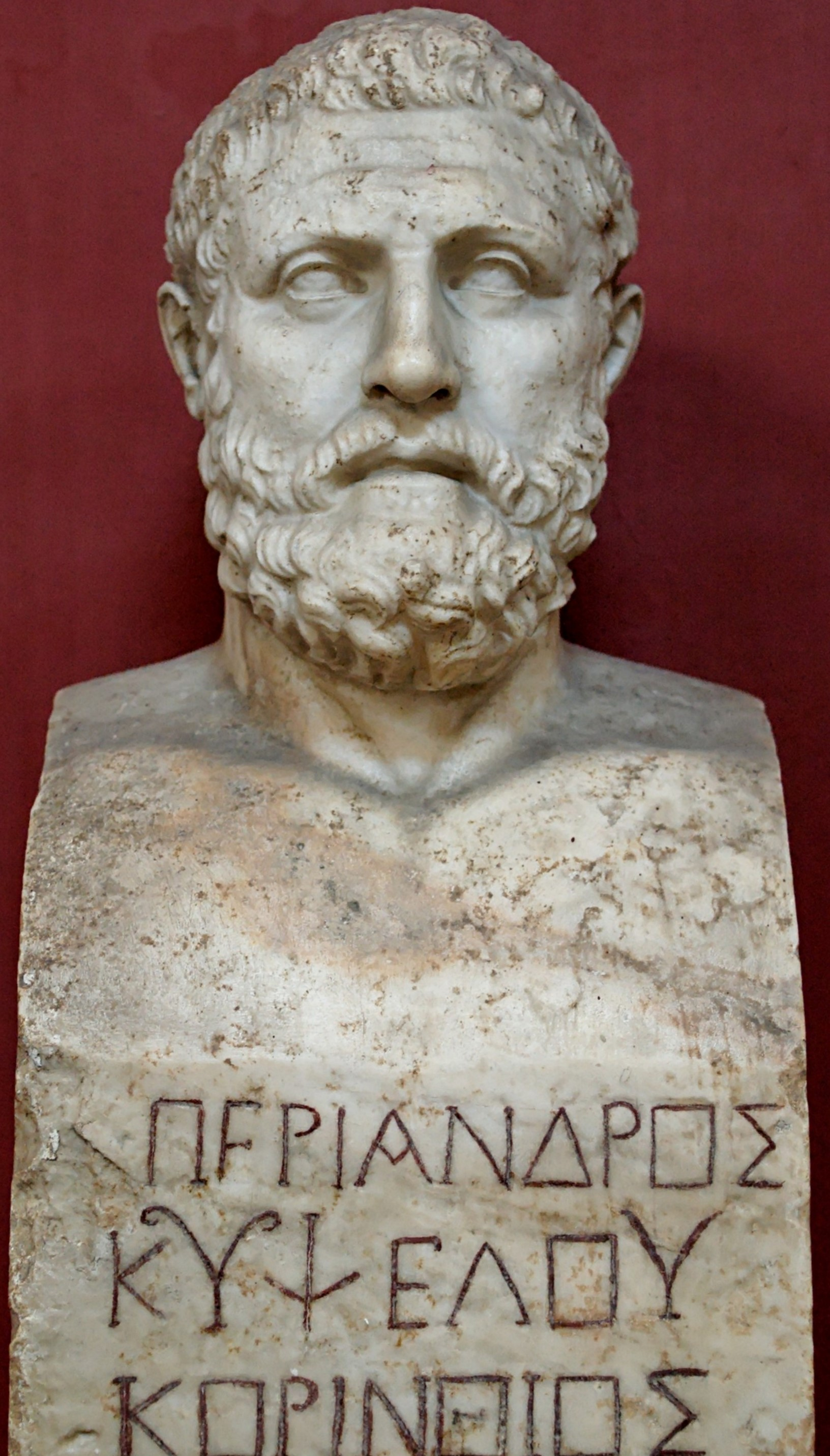
Periander, II w.

### Sala Rotonda
Budowę dużej sali o półkolistym sklepieniu, wzorowanym na Panteonie, zakończono w 1779 roku według projektu Michelangela Simonettiego. Mozaiki podłogowe pochodzą z wykopalisk w Otricoli i Sacrofano. Na środku muzealnicy umieścili duży basen fontanny wykonany z czerwonego porfiru pochodząca z Domus Aurea. Sala Rotonda to miejsce prezentowania, takich posagów starożytnych, jak: Herkules z Teatru Pompejusza, Hera Barberini, Zeus z Otricoli, Antinous Braschi.

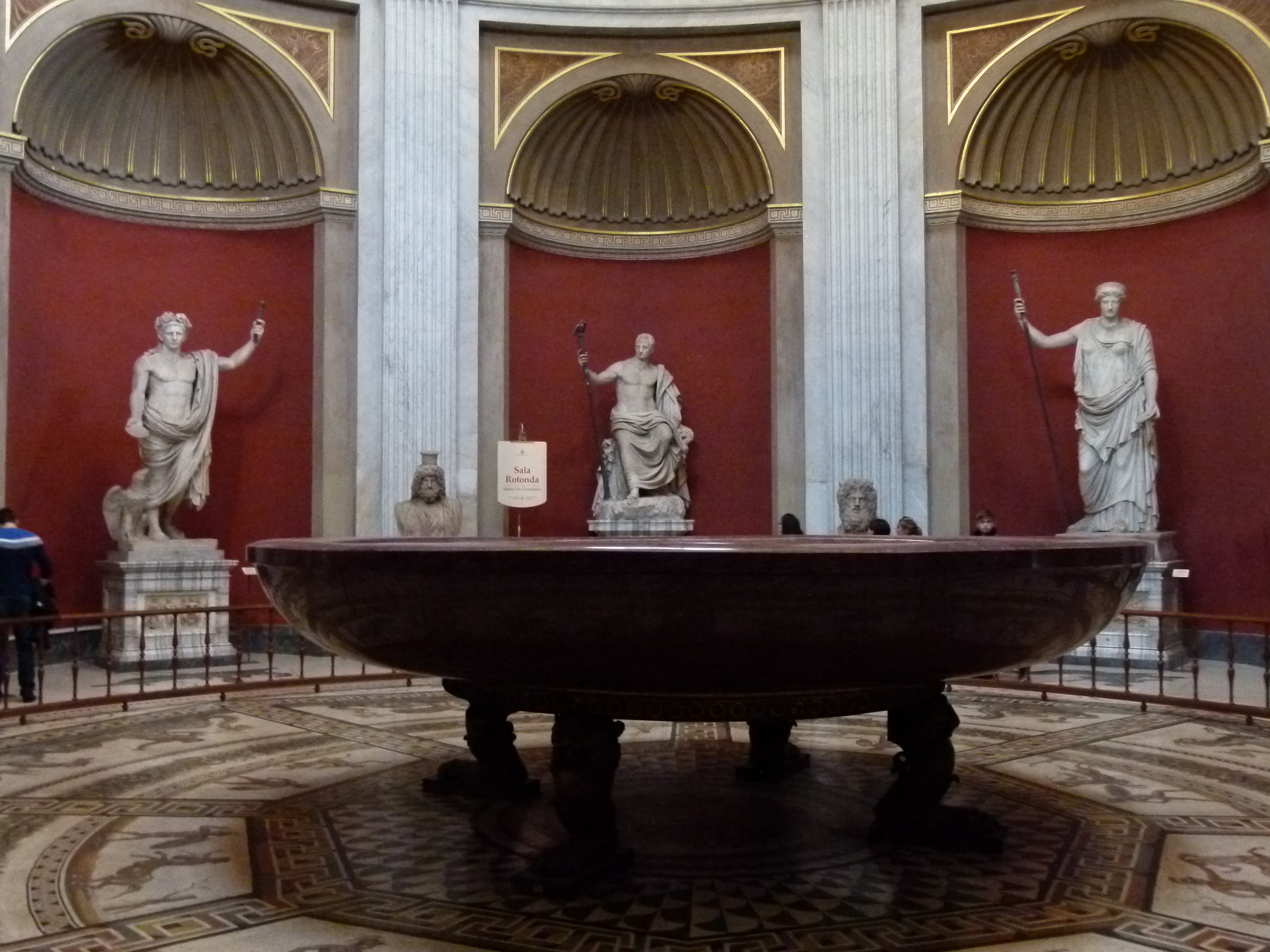
Sala Rotonda
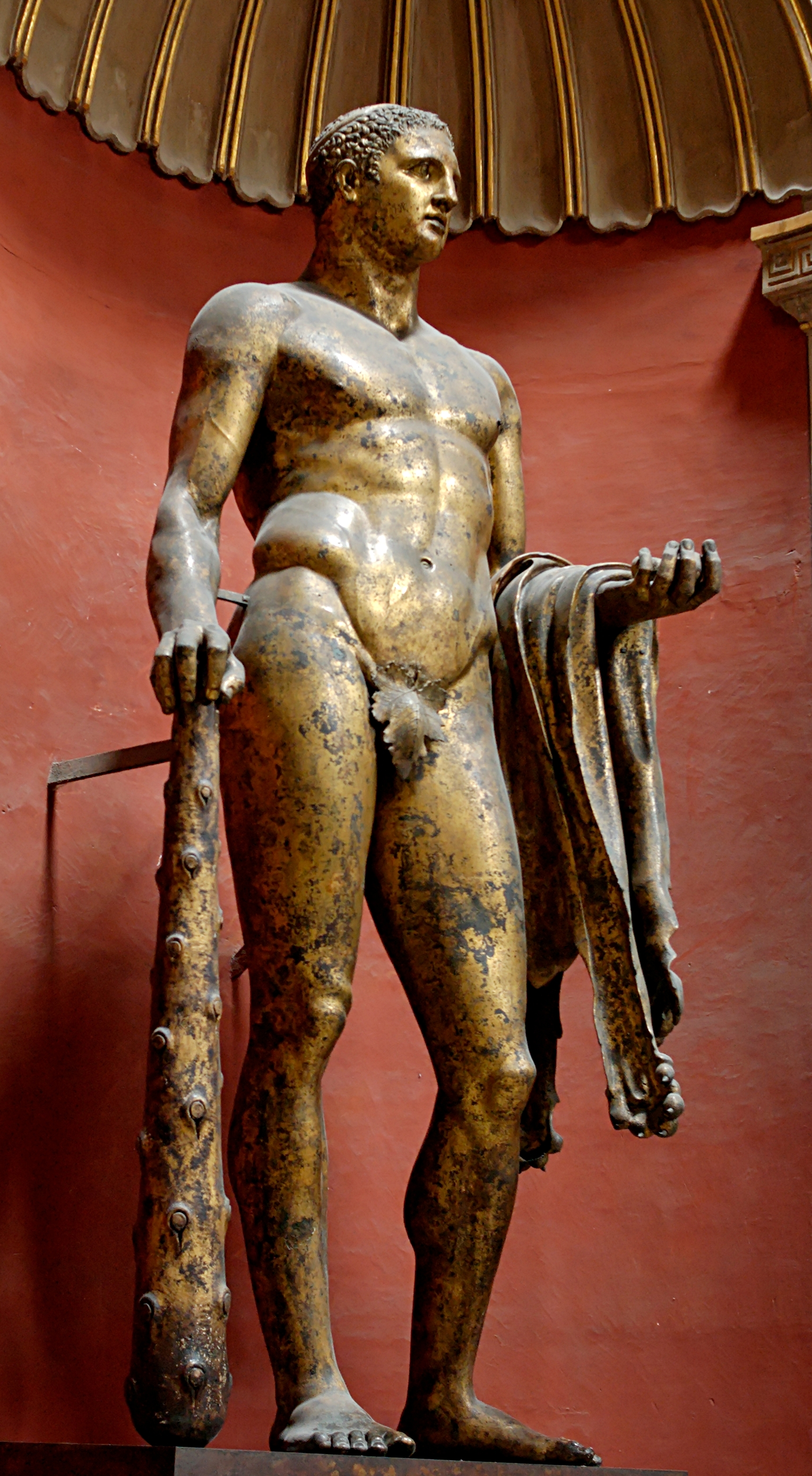
Herkules z Teatru Pompejusza, II w.
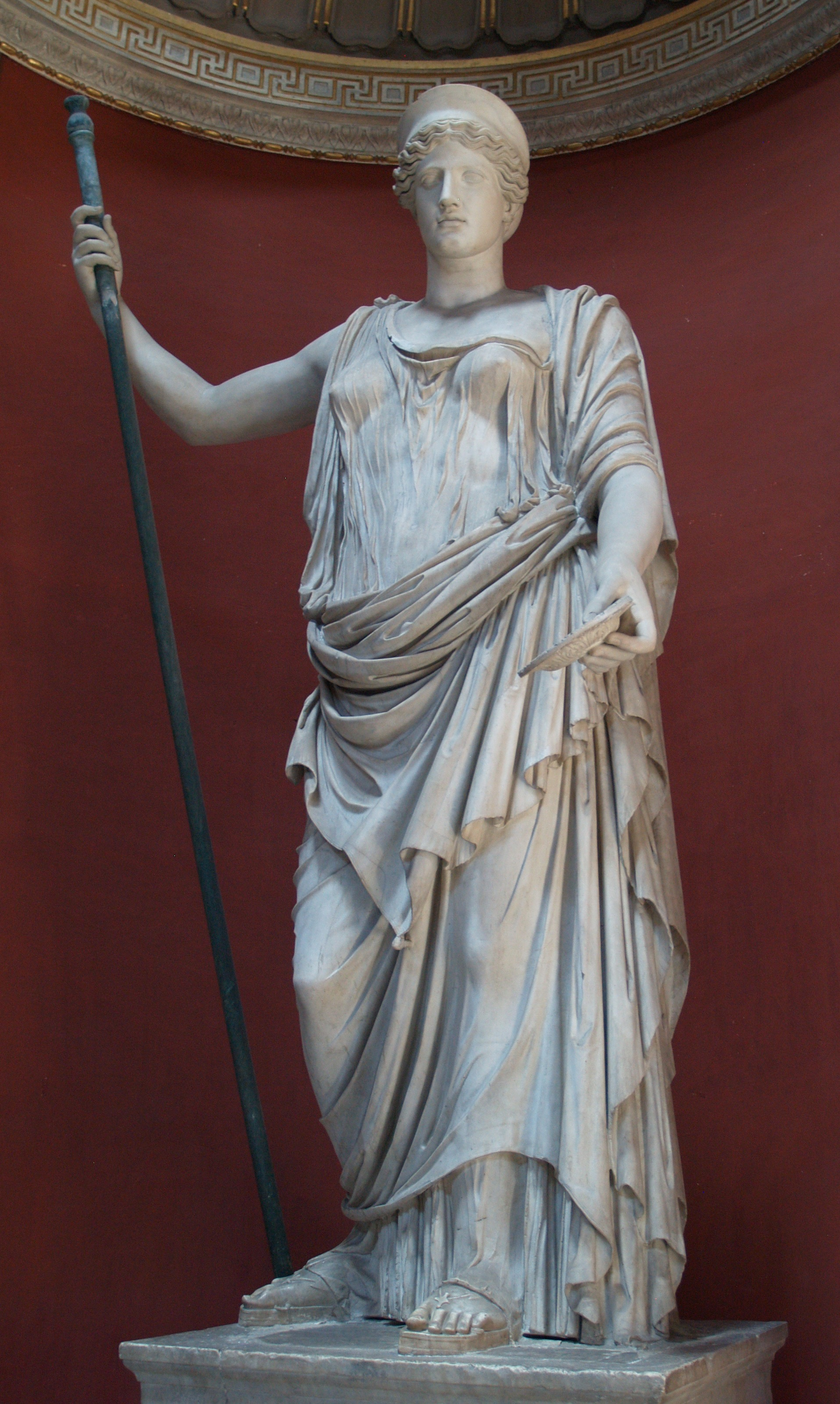
Hera Barberini, II w.
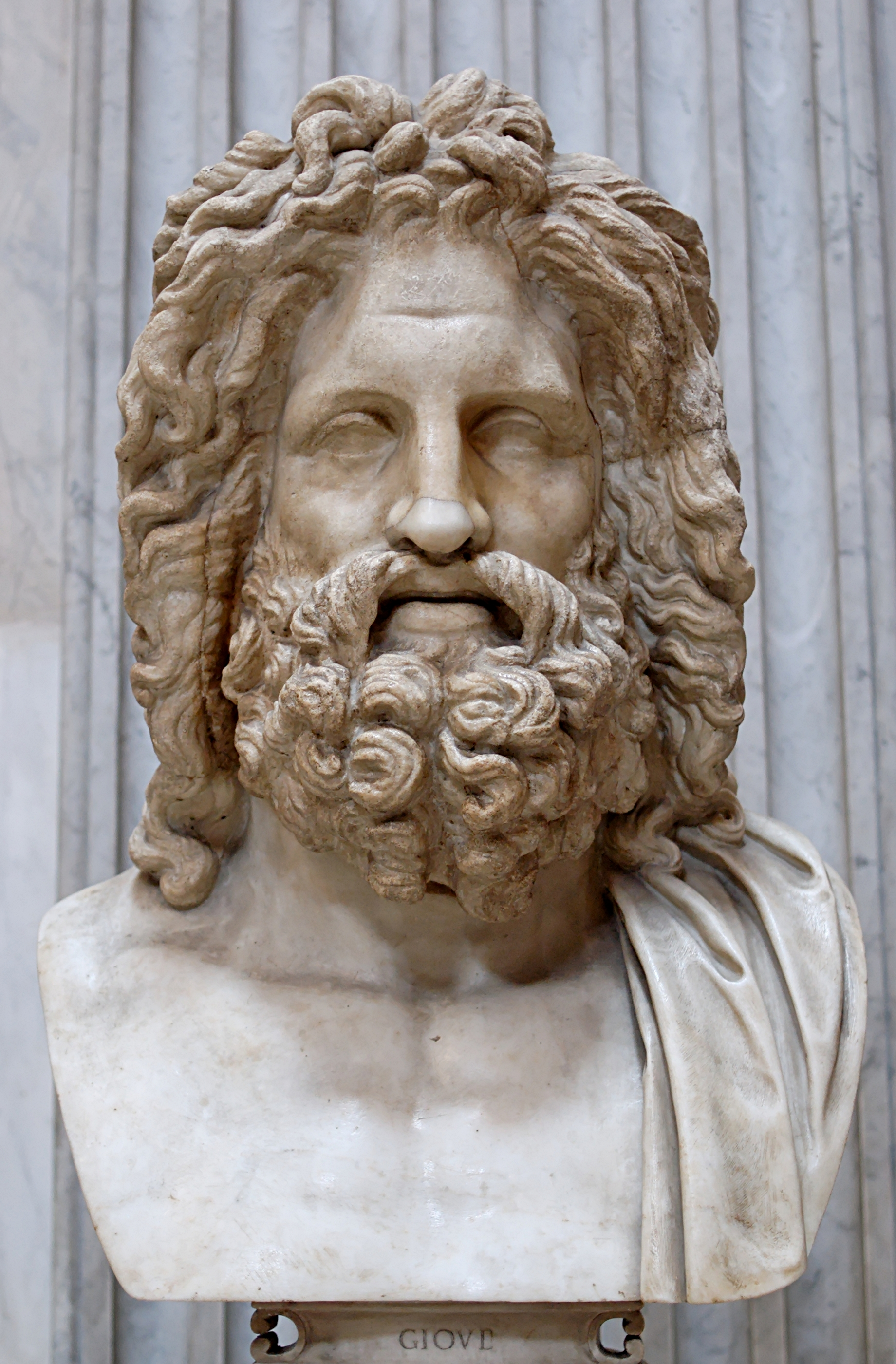
Zeus z Otricoli, I w. p.n.e.

### Sala a Croce Greca
Salę urządzono jako westybul przed wejściem do części muzeum zorganizowanej za papieża Piusa VI. Autorem projektu był Michelangelo Simonetti. U wejścia znajdują się dwa egipskie telamony z I wieku wykonane z różowego granitu. Posadzkę zdobi mozaika podłogowa przedstawiająca Minerwę i fazy Księżyca, pochodząca z Tusculum. W sali prezentowane są: Sarkofag Heleny, Sarkofag Konstantyny, posągi Augusto Verospi i Caio Cesare.

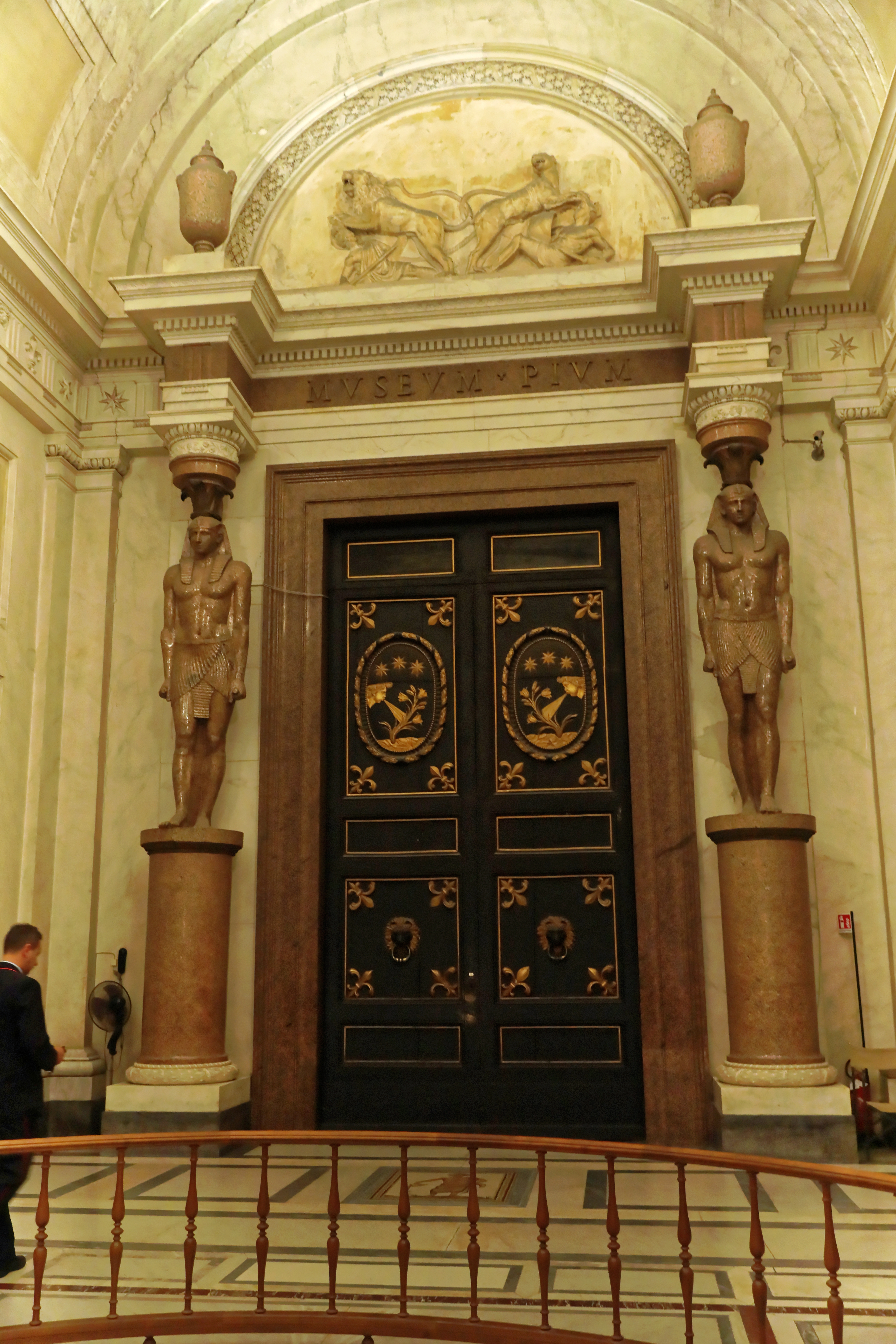
Telamony u wejścia, I w.
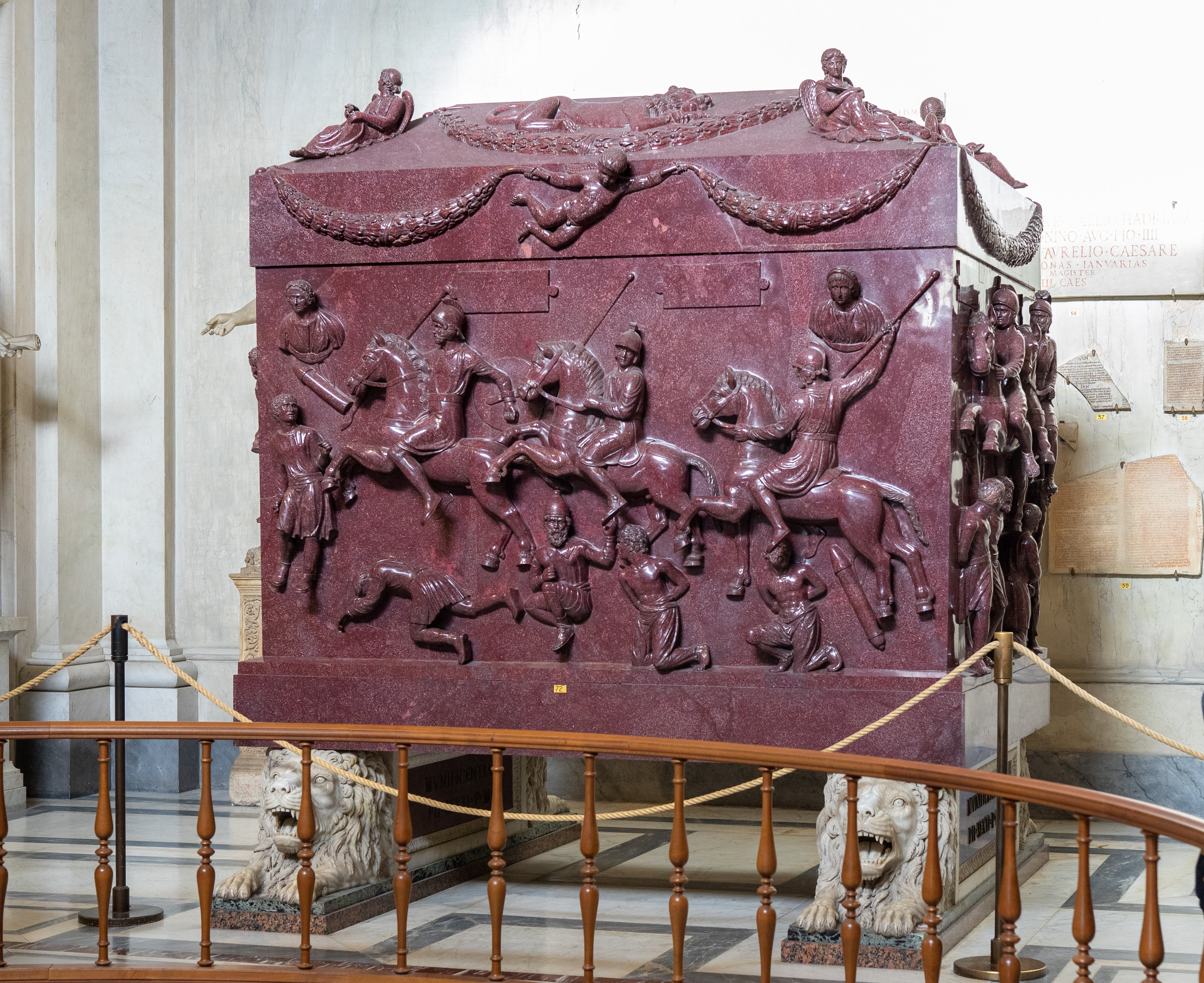
Sarkofag Heleny, IV w.
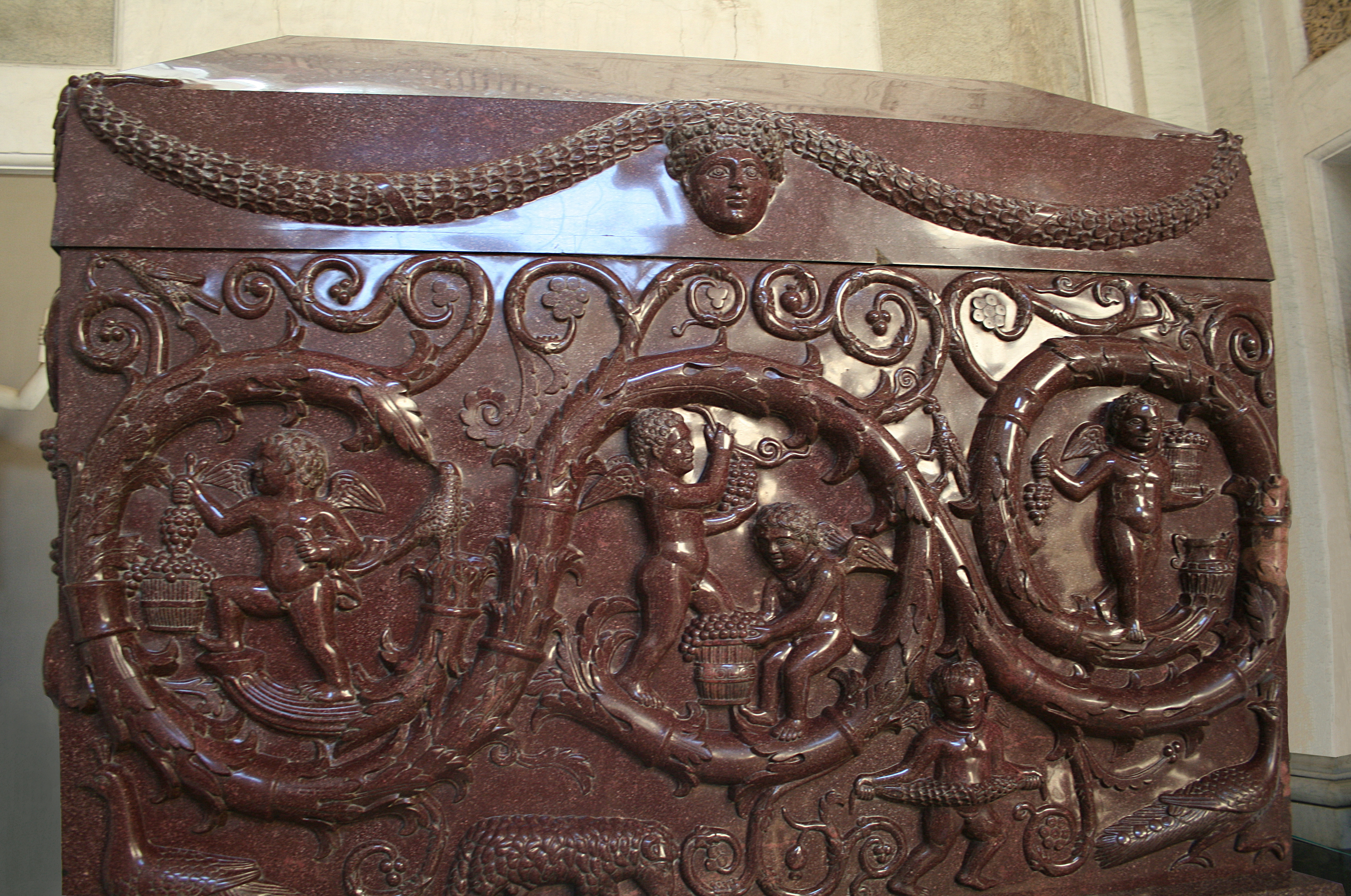
Sarkofag Konstantyny, IV w.
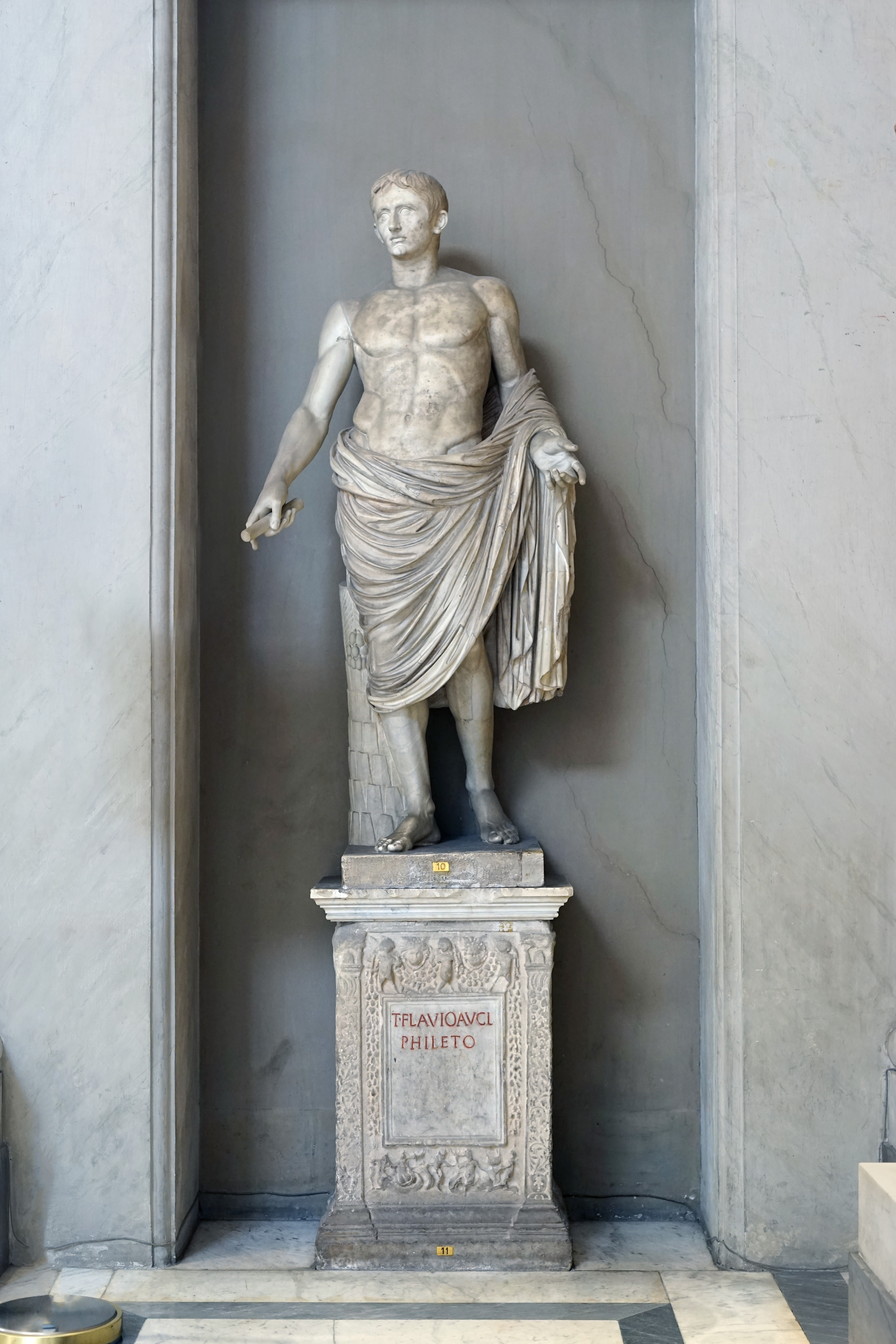
Augusto Verospi, ok. 40
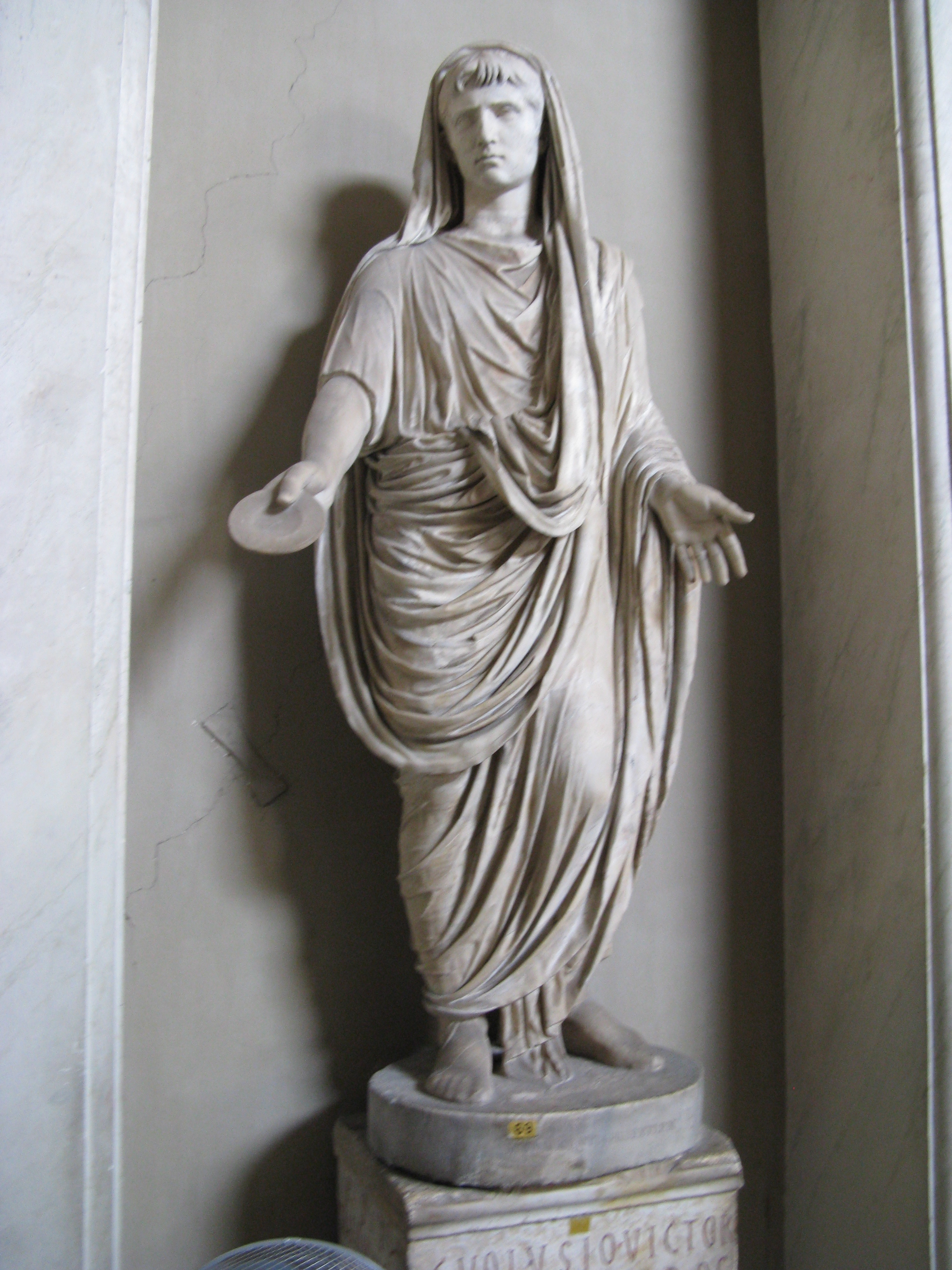
Caio Cesare, 30–40
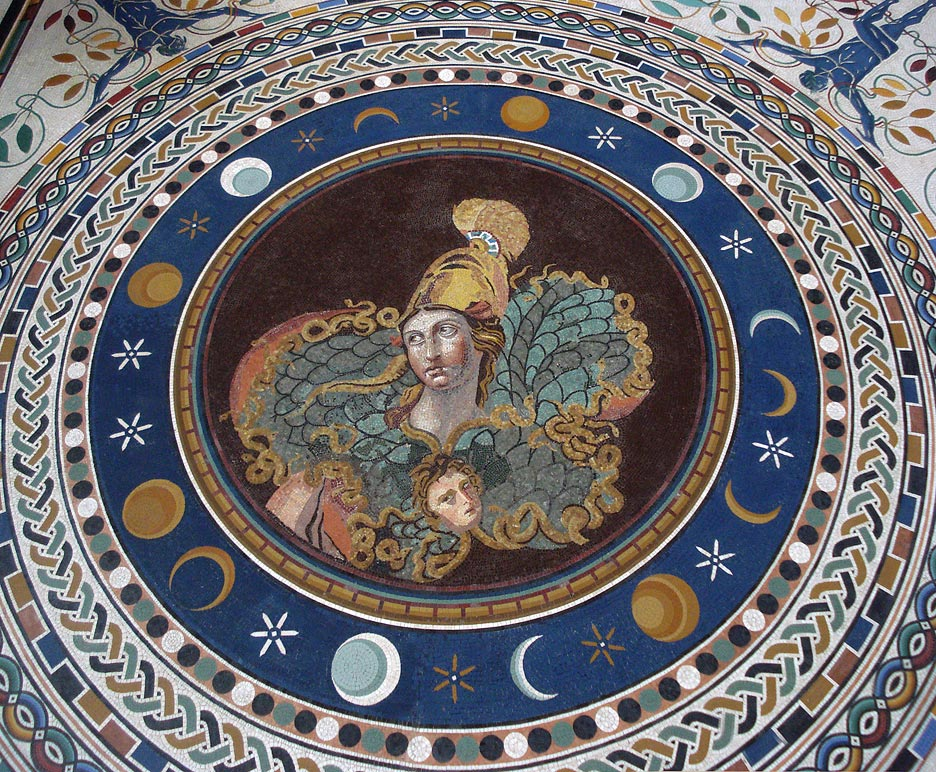
Minerwa, mozaika z III w.
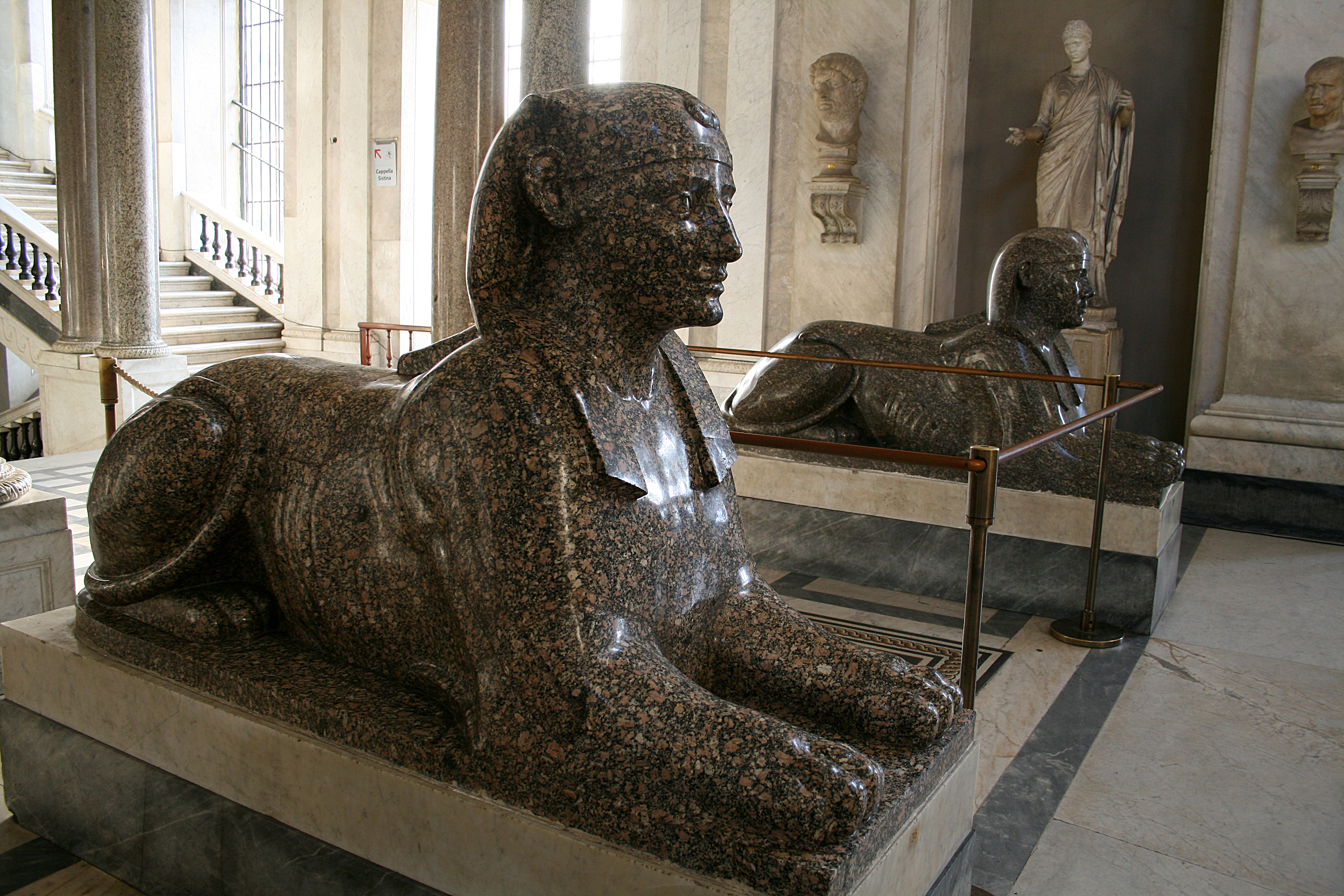
Sfinksy, I w.